# Neogriego (arquitectura)

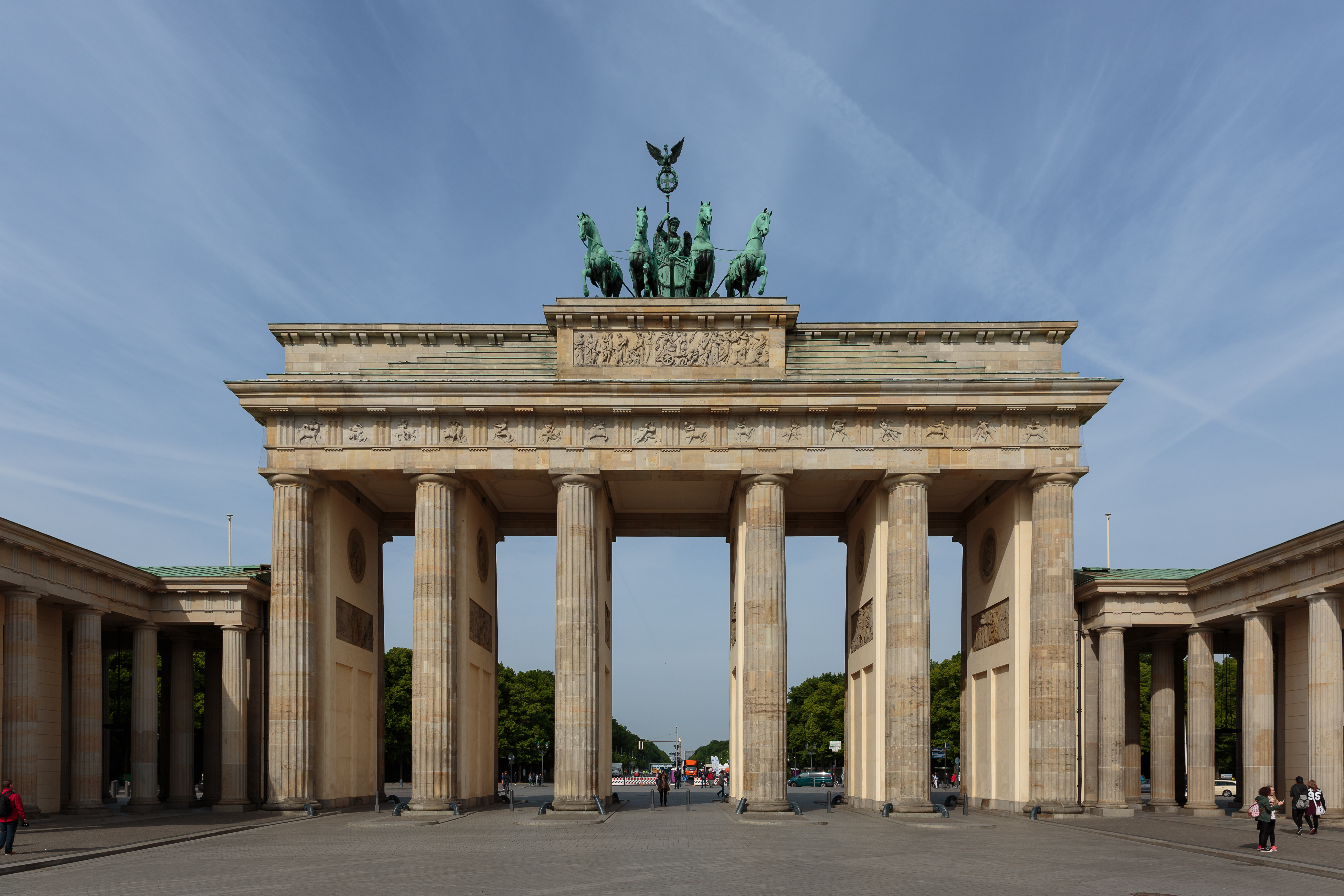
Puerta de Brandenburgo (1788-1791) en Berlín, de Carl Gotthard Langhans, el edificio griego más antiguo

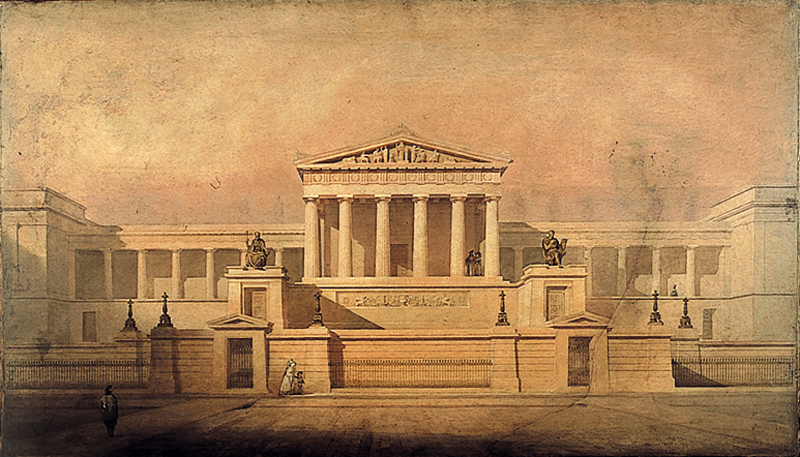
El diseño de Thomas Hamilton para la Royal High School de Edimburgo, completado en 1829

El neogriego fue un movimiento arquitectónico de finales del siglo XVIII y principios del XIX que fue predominante en el norte de Europa y en Estados Unidos. Revivió el estilo de la arquitectura en la Antigua Grecia, en particular el templo griego, con diversos grados de minuciosidad y coherencia. Producto del helenismo, puede considerarse como la última fase del desarrollo de la arquitectura neoclásica, que durante mucho tiempo se había inspirado principalmente en la arquitectura romana. El término (Greek Revival) fue utilizado por primera vez por Charles Robert Cockerell en una conferencia que dio como profesor de arquitectura en la Royal Academy of Arts de Londres en 1842.
Con un nuevo acceso a Grecia, al principio solo a los libros producidos por los pocos que realmente habían podido visitar los sitios, los arqueólogos-arquitectos de la época estudiaron los órdenes dórico y jónico. En cada uno de los países en que el estilo arraigó, se consideraba como expresión del nacionalismo local y de la virtud cívica, frente a la libertad del detalle laxo y la frivolidad que se pensaba que caracterizaba la arquitectura de Francia e Italia, dos países donde el estilo nunca se impuso realmente. Este fue especialmente el caso de Gran Bretaña, Alemania y los Estados Unidos, donde está considerado como el primer estilo nacional, y sus elementos se consideraban libres de asociaciones eclesiásticas y aristocráticas. Son muchos los factores que explican la elección estadounidense: la guerra de 1812 provocó un menosprecio de todo lo que pudiera recordar al Imperio británico, incluso en arquitectura, el modelo romano llamado estilo federal, ya no era bien visto y Grecia aparecía como la cuna de democracia. Además, en 1821, ese país empezaba su guerra de independencia contra el Imperio otomano suscitando la simpatía de los estadounidenses, ya que ellos la habían alcanzado recientemente.
El gusto por todo lo griego en el mobiliario y el diseño de interiores, a veces llamado Neo-Grec, estaba en su apogeo a principios del siglo XIX, cuando los diseños de Thomas Hope habían influido en una serie de estilos decorativos conocidos como neoclásico, Imperio, Imperio ruso y arquitectura de Regencia en Gran Bretaña. La arquitectura neogriega tomó un curso diferente en varios países, que duró hasta la Guerra Civil en Estados Unidos (década de 1860) e incluso más tarde en Escocia.

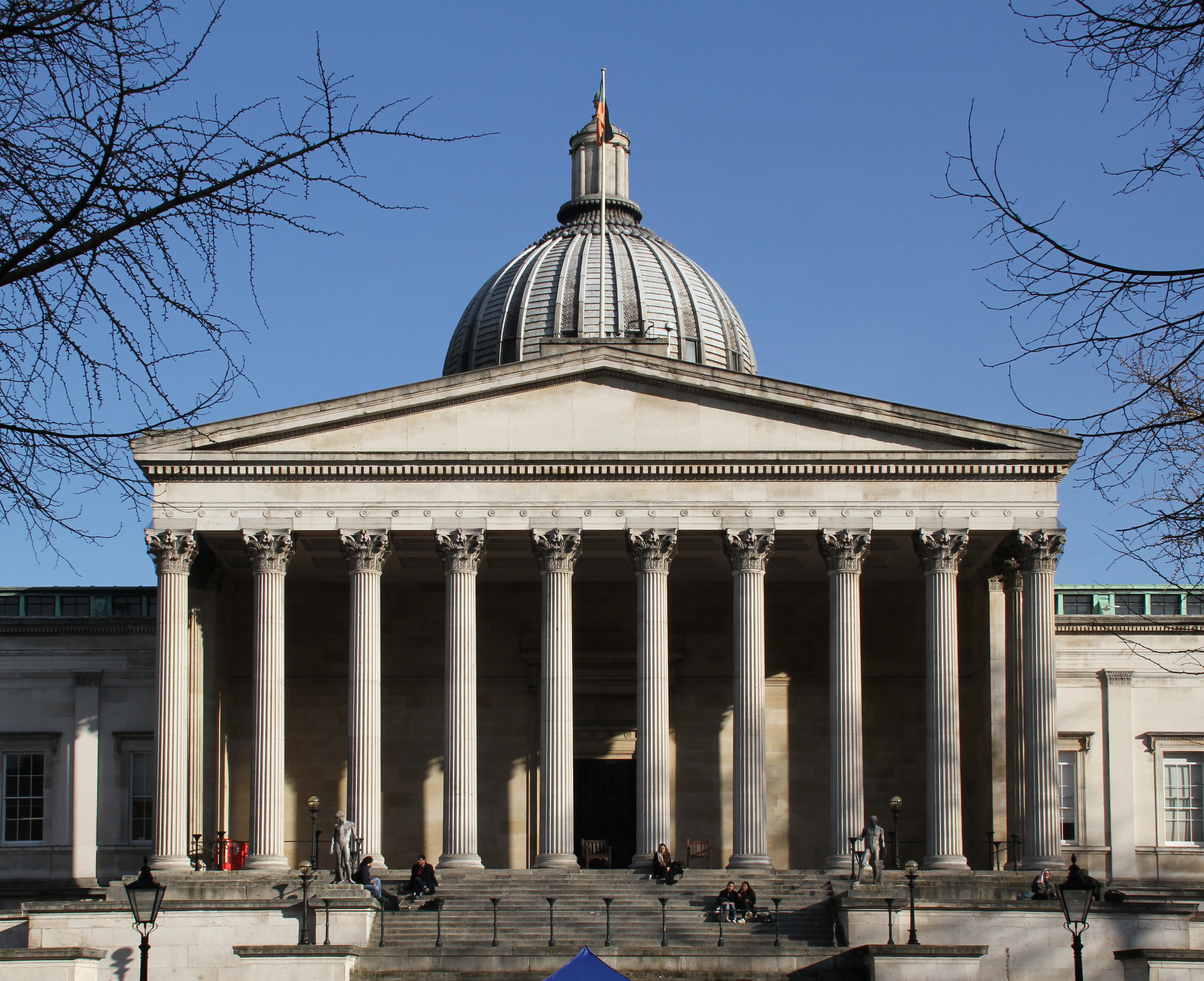
Edificio Wilkins del University College London (1826-1830), diseñado por William Wilkins
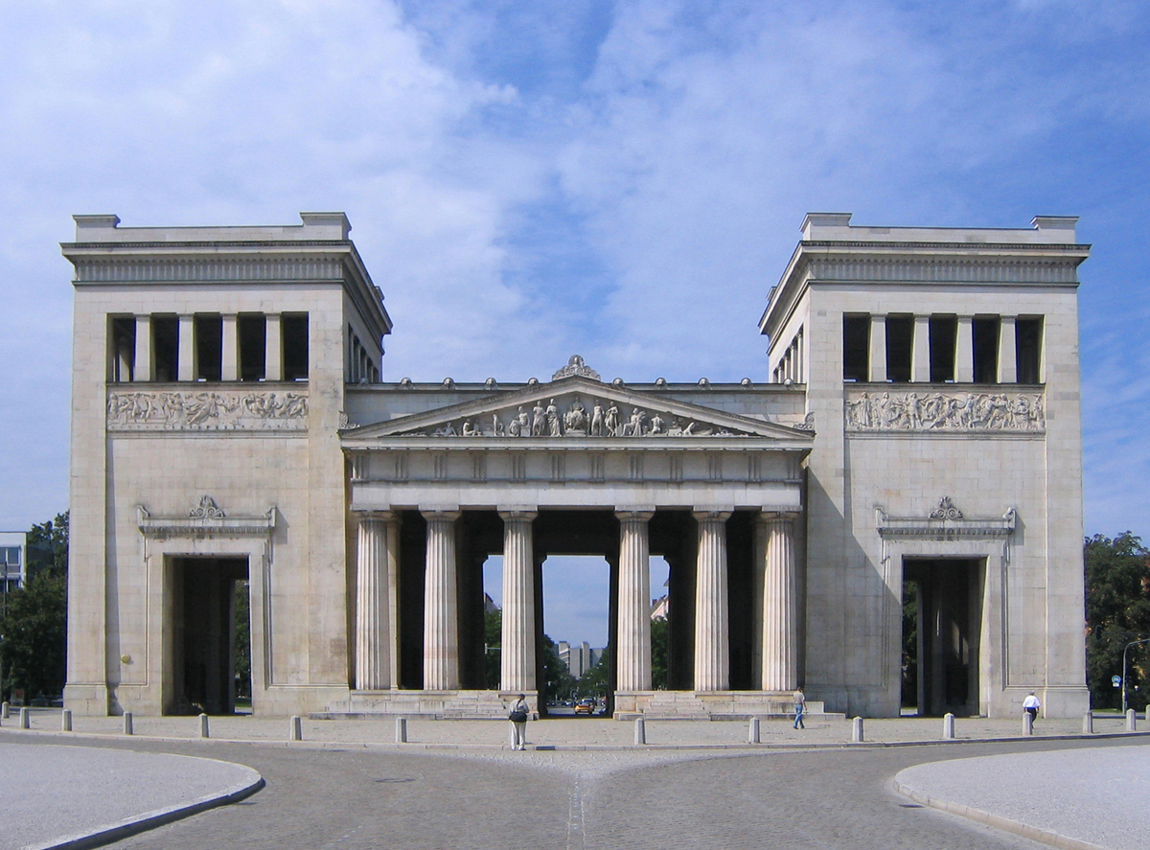
Puerta de los Propyläen (1854-1862) en Múnich, obra de Klenze
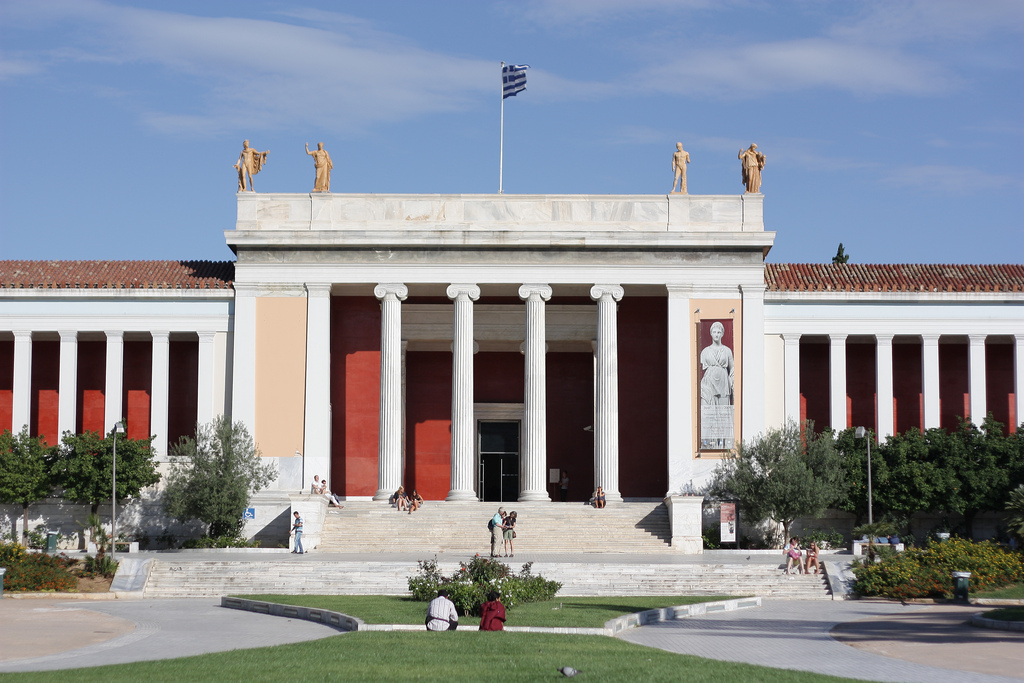
Museo Arqueológico Nacional de Atenas (1866-1889), obra de Panagis Kalkos, Ludwig Lange, Ernst Ziller
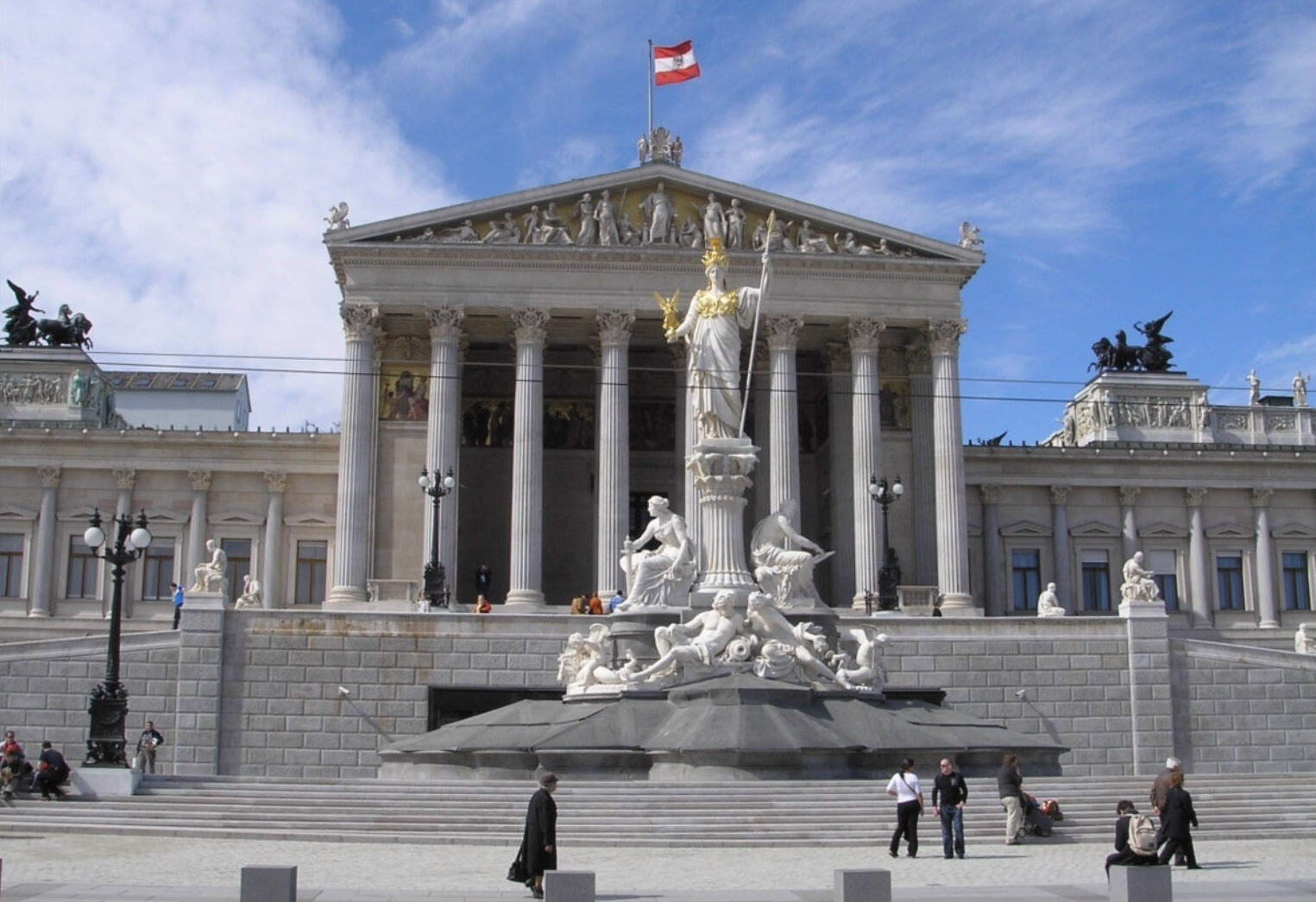
Edificio del Parlamento (1874-1883), Viena, obra de Theophil Hansen

## Redescubrimiento de la Antigua Grecia
A pesar del ilimitado prestigio de la Antigua Grecia entre la élite educada de Europa, antes de mediados del siglo XVIII tenían un conocimiento directo mínimo de esa civilización. Los monumentos de la antigüedad griega se conocían principalmente por Pausanias y otras fuentes literarias. Visitar la Grecia otomana era un asunto difícil y peligroso antes del período de estancamiento que comenzó con la Gran Guerra Turca. Pocos Grand Touristas fueron atraídos por Atenas durante la primera mitad del siglo XVIII, y ninguno de ellos hizo ningún estudio importante de las ruinas arquitectónicas.
Hasta la expedición financiada por la Society of Dilettanti de 1751 dirigida por James Stuart y Nicholas Revett no comenzaran las investigaciones arqueológicas serias. Los hallazgos de Stuart y Revett, publicados en 1762 (primer volumen) como The Antiquities of Athens [Las antigüedades de Atenas], junto con Ruines des plus beaux monuments de la Grèce (1758), de Julien-David Le Roy, fueron los primeros estudios precisos de la arquitectura griega antigua.
Mientras tanto, el redescubrimiento de los tres templos griegos de Paestum, en el sur de Italia, de relativamente fácil acceso, generó un gran interés en toda Europa, y los grabados de Piranesi y otros circularon ampliamente. El acceso a los originales en la propia Grecia solo se hizo más fácil después de que terminase la Guerra de Independencia griega en 1832. La participación y muerte de Lord Byron durante esto le había dado una importancia adicional.

## Gran Bretaña
Después de los viajes a Grecia de Nicholas Revett, un arquitecto-caballero de Suffolk, y del más recordado James Stuart a principios de la década de 1750, la curiosidad intelectual rápidamente llevó al deseo de emulación. A su regreso de Grecia, Stuart recibió el encargo de George Lyttelton de levantar el primer edificio griego en Inglaterra, el templo jardín de Hagley Hall (1758-1759). Varios arquitectos británicos de la segunda mitad del siglo aceptaron el desafío expresivo del dórico de sus aristocráticos mecenas, como Benjamin Henry Latrobe (especialmente en Hammerwood Park y Ashdown House) y sir John Soane, pero seguiría siendo el entusiasmo privado de los connoisseurs  hasta la primera década del siglo XIX. Un ejemplo temprano de arquitectura dórica griega (en la fachada), casada con un interior más palladiano, es la iglesia rural de Ayot St Lawrence en Hertfordshire, diseñada por Revett, encargada en 1775 por lord Lionel Lyde de la mansión del mismo nombre. Las columnas dóricas de esta iglesia, con sus detalles de «corteza ondulada» (pie-crust crimped), están tomadas de dibujos que Revett hizo del Templo de Apolo en la isla ciclada de Delos, en la colección de libros que él (y Stuart en algunos casos) produjeron, financiado en gran parte por suscripción especial de la Society of Dilettanti.

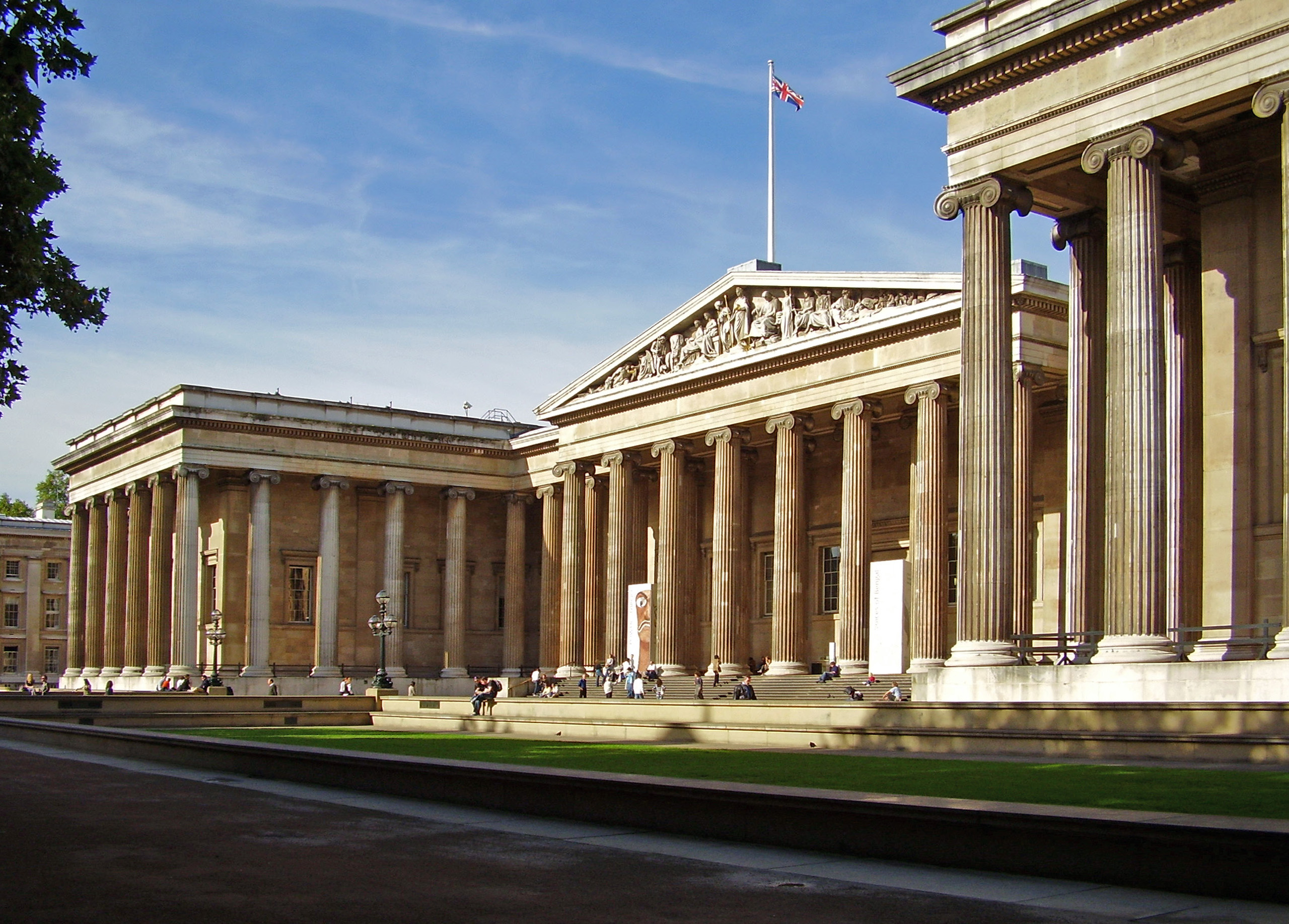
Fachada del Museo Británico

Vista en un contexto social más amplio, la arquitectura neogriega ponía una nueva nota de sobriedad y moderación en los edificios públicos en Gran Bretaña alrededor de 1800 como una afirmación del nacionalismo que acompaña al Acta de Unión de 1800, las Guerras Napoleónicas y el clamor por una reforma política. Fue el diseño ganador de William Wilkins para el concurso público de Downing College, Cambridge que anunció que el estilo griego iba a ser un idioma dominante en la arquitectura, especialmente para los edificios públicos de este tipo. Wilkins y Robert Smirke construyeron algunos de los edificios más importantes de la época, incluido el Theatre Royal, Covent Garden (1808-1809), la Oficina General de Correos (1824-1829) y el Museo Británico (1823-1848), el Edificio Wilkins del University College London (1826-1830) y la National Gallery (1832-1838).
En Londres, se construyeron veintitrés iglesias de Comisionados neogriegas entre 1817 y 1829, siendo la más notable la iglesia de San Pancras obra de William y Henry William Inwood. En Escocia, el estilo fue ávidamente adoptado por William Henry Playfair, Thomas Hamilton y Charles Robert Cockerell, que de manera conjunta y solidariamente contribuyeron a la expansión masiva de la New Town de Edimburgo, incluyendo el desarrollo de Calton Hill y el Moray Estate. Tal era la popularidad del dórico en Edimburgo que la ciudad ahora disfruta de una sorprendente uniformidad visual y, como tal, a veces se la llama caprichosamente como «la Atenas del Norte».
Podría decirse que el mayor exponente británico del estilo fue Decimus Burton.
Dentro de la arquitectura Regencia, el estilo ya competía con el neogótico y la continuación de los estilos palladiano y neoclásico menos estrictos de la arquitectura georgiana, los otros dos seguían siendo más comunes para las casas, tanto en ciudades como en las country house (casas de campo) inglesas. Si es tentador ver el neogriego como la expresión del autoritarismo de la Regencia, entonces las cambiantes condiciones de vida en Gran Bretaña hicieron que el dórico fuera el perdedor de la batalla de los Estilos, simbolizada dramáticamente por la selección del diseño gótico de Charles Barry para el Palacio de Westminster en 1836. No obstante, el griego siguió siendo favorecido en Escocia hasta bien entrada la década de 1870, con la figura singular de Alexander Thomson, conocido como "el griego Thomson" ("Greek Thomson")

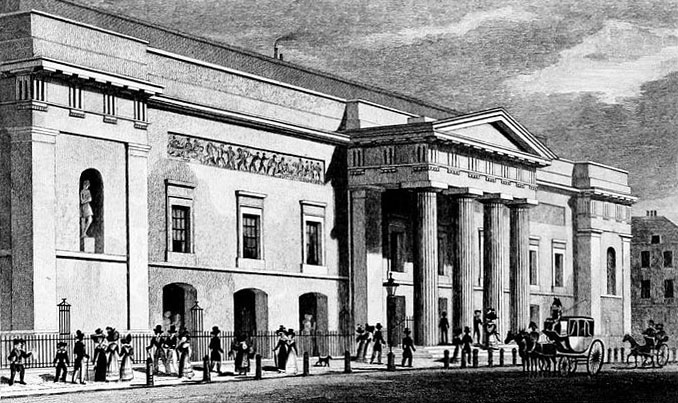
Teatro Covent Garden, Londres (1827-1828)
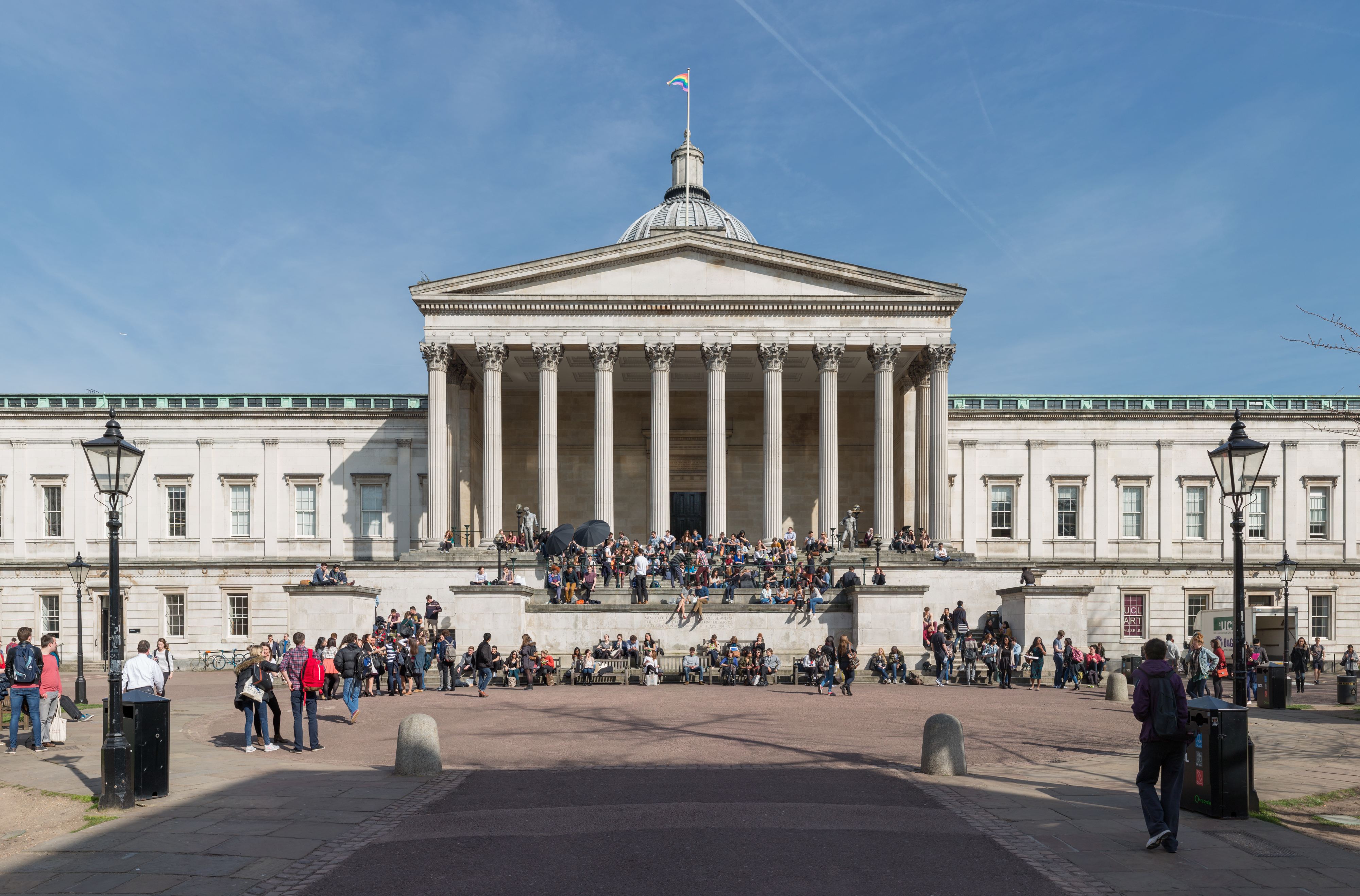
Edificio Wilkins del University College London (1826-1830)
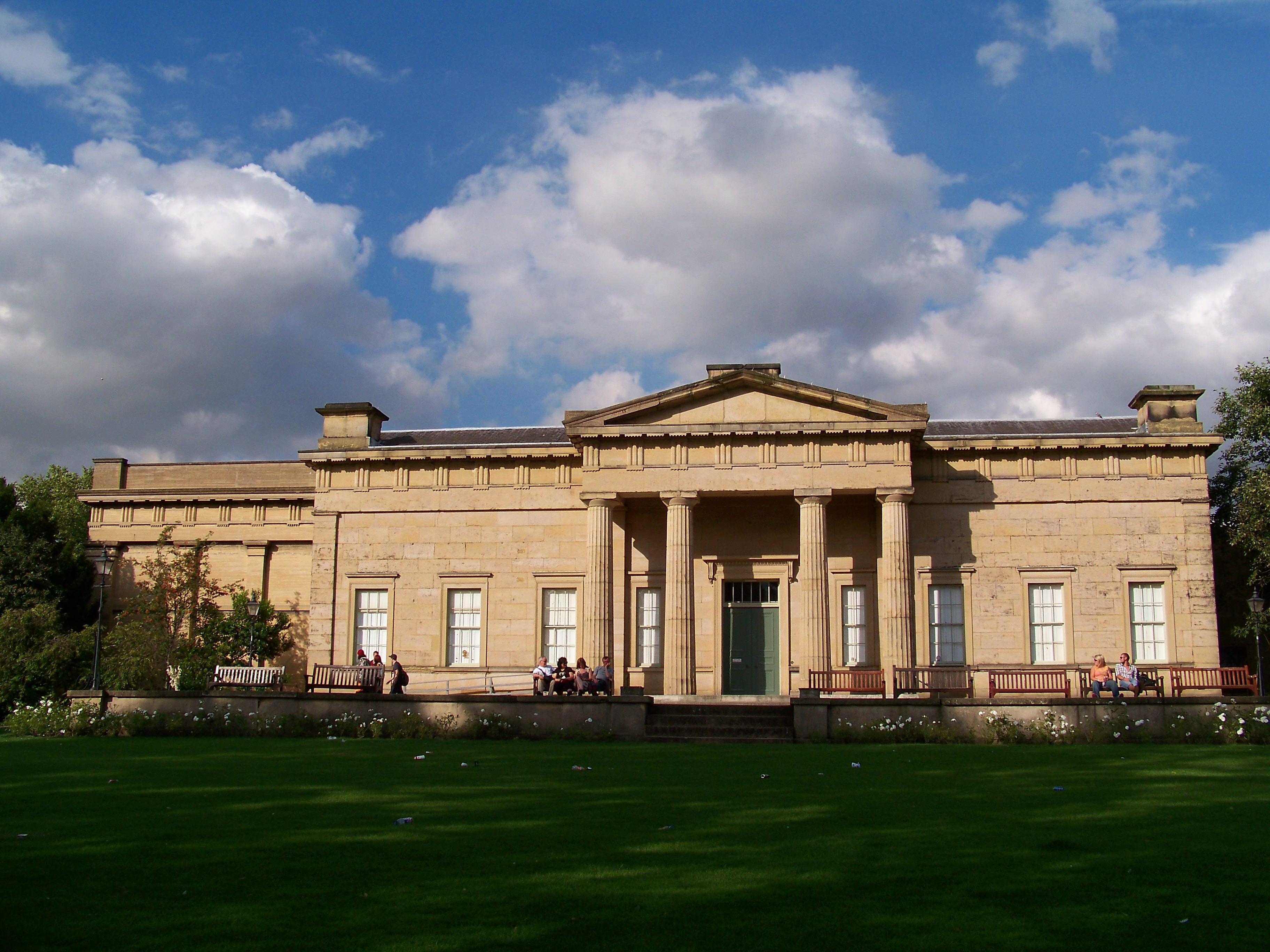
Museo de Yorkshire (1828-1830), diseñado por William Wilkins
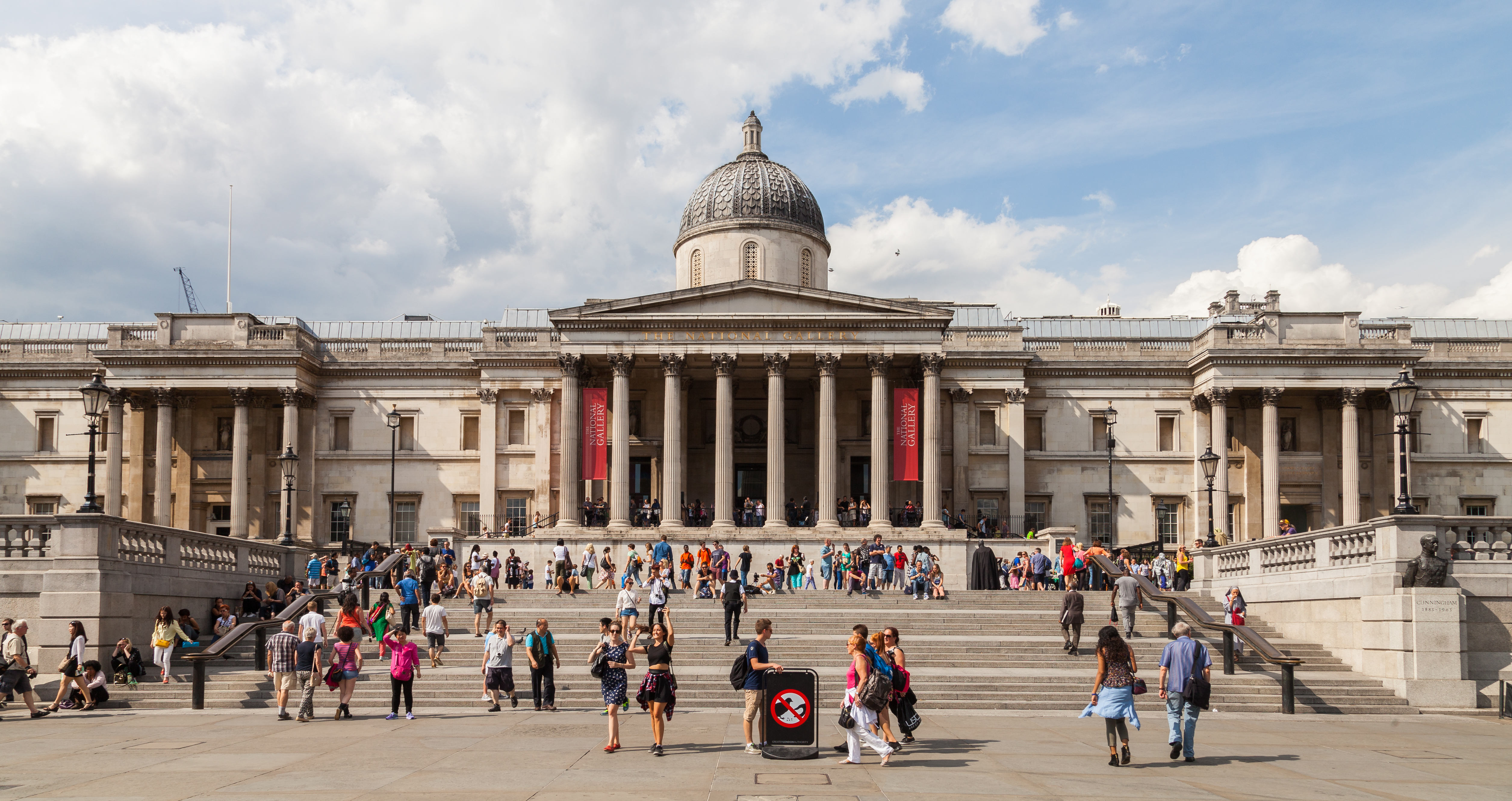
Galería Nacional, Londres
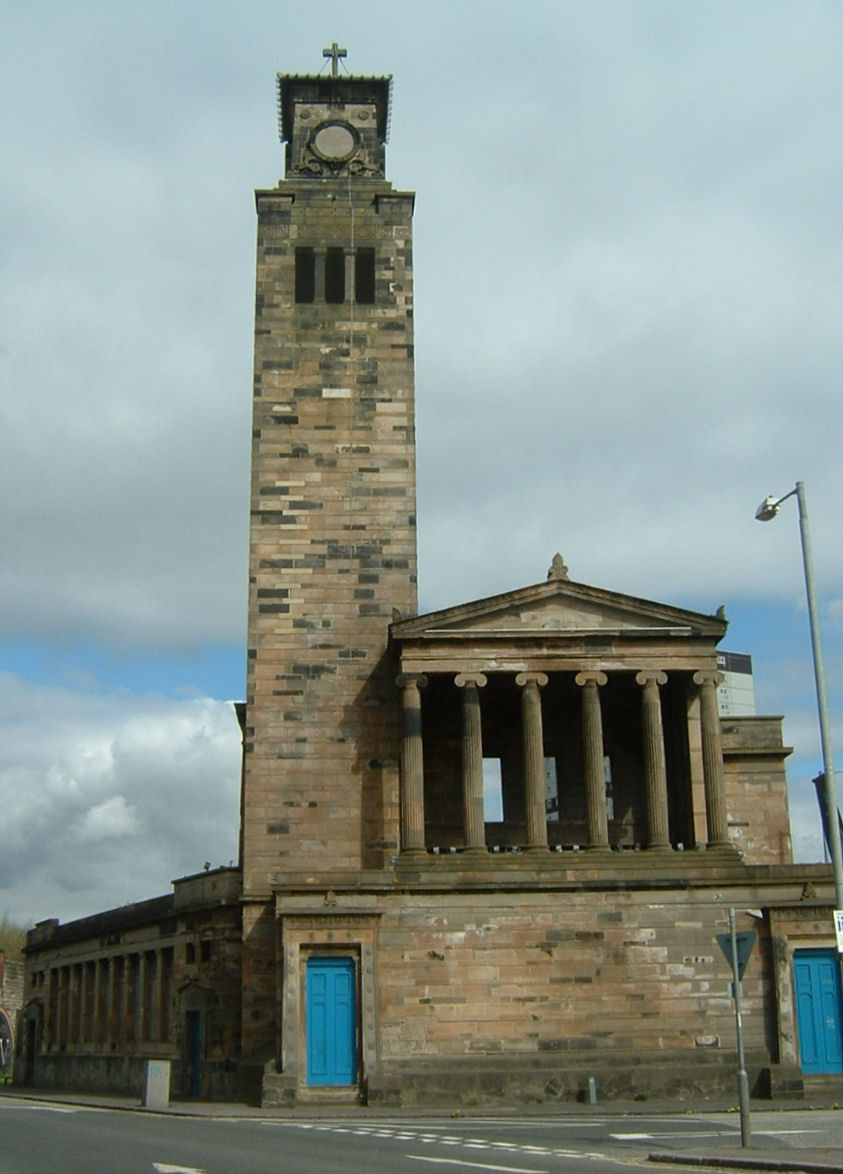
Caledonia Road Free Church, Glasgow

## Alemania y Francia

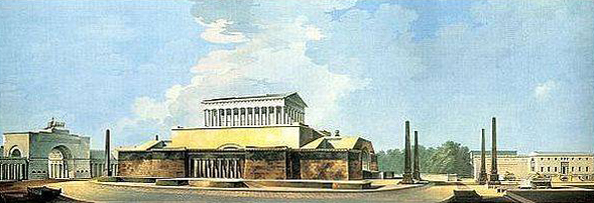
Proyecto no realizado de Gilly para un monumento a Federico II de Prusia, Berlín (1797), que influyó mucho en la arquitectura germana

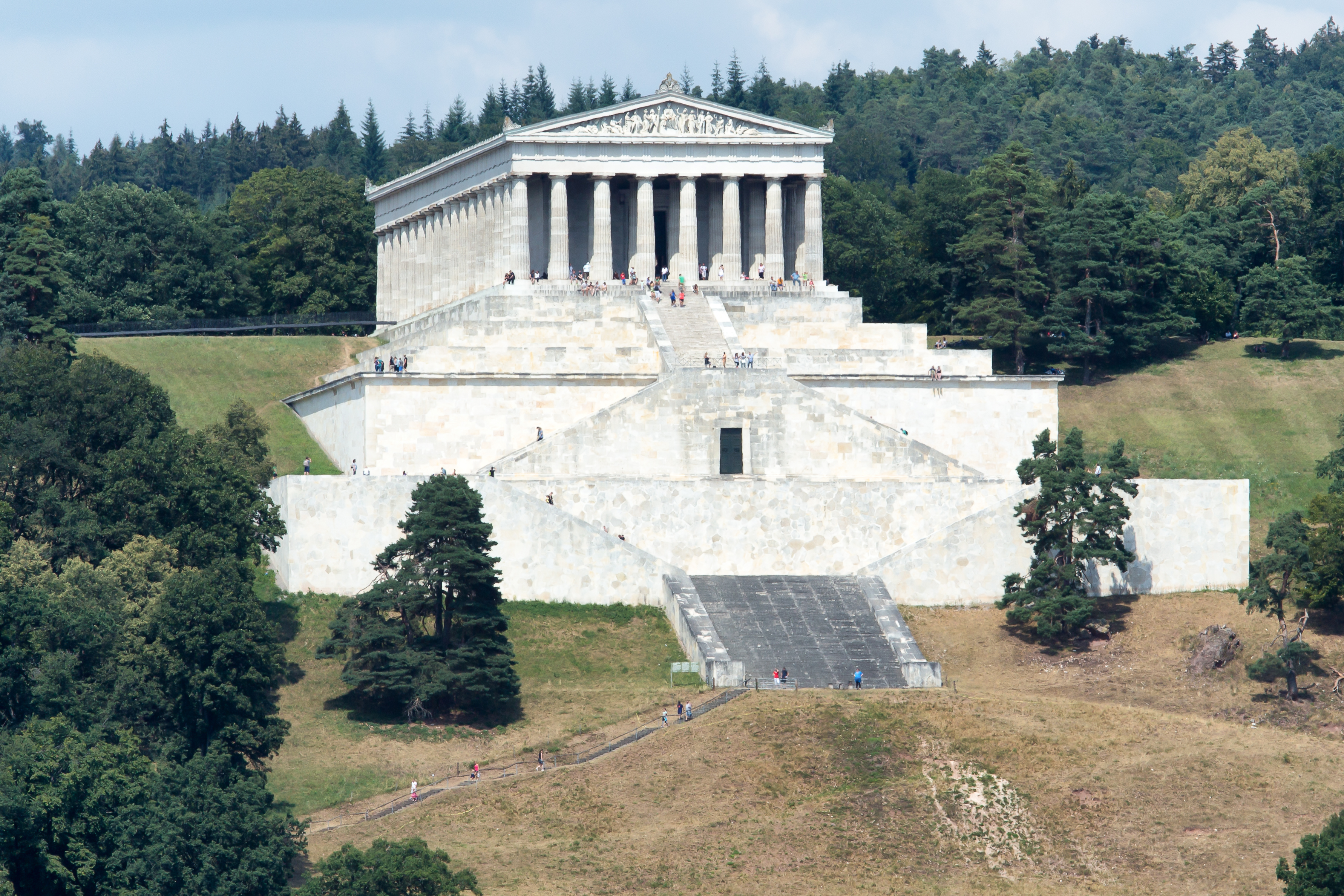
Walhalla en Regensburg, Baviera, 1842, obra de Leo von Klenze

En Alemania, la arquitectura neogriega se encuentra predominantemente en dos centros, Berlín y Múnich. En ambos lugares, el dórico era el estilo de la corte más que un movimiento popular y fue muy patrocinado por Federico Guillermo II de Prusia y Luis I de Baviera como expresión de sus deseos de que sus respectivas sedes se convirtieran en la capital de Alemania. El edificio griego más antiguo fue la Puerta de Brandeburgo (1788-1791) de Carl Gotthard Langhans, quien la modeló a partir de los Propileos. Diez años después de la muerte de Federico el Grande, la Academia de Berlín inició un concurso para un monumento al rey que promovería «la moralidad y el patriotismo».
El diseño no realizado de Friedrich Gilly para un templo elevado sobre la Leipziger Platz captó el tenor del alto idealismo que los alemanes buscaban en la arquitectura griega y fue enormemente influyente en Karl Friedrich Schinkel y Leo von Klenze. Schinkel estaba en condiciones de dejar su huella en Berlín después de que terminara la catástrofe de la ocupación francesa en 1813; su trabajo en lo que ahora es el Altes Museum, el Konzerthaus Berlin y el Neue Wache transformó esa ciudad. Del mismo modo, en la Glyptothek de von Klenze y el memorial del Walhalla de Múnich  fueron el cumplimiento de la visión de Gilly de un mundo alemán ordenado y moral. La pureza y seriedad del estilo pretendía ser una afirmación de los valores nacionales alemanes y, en parte, una réplica deliberada a Francia, donde nunca tuvo éxito.

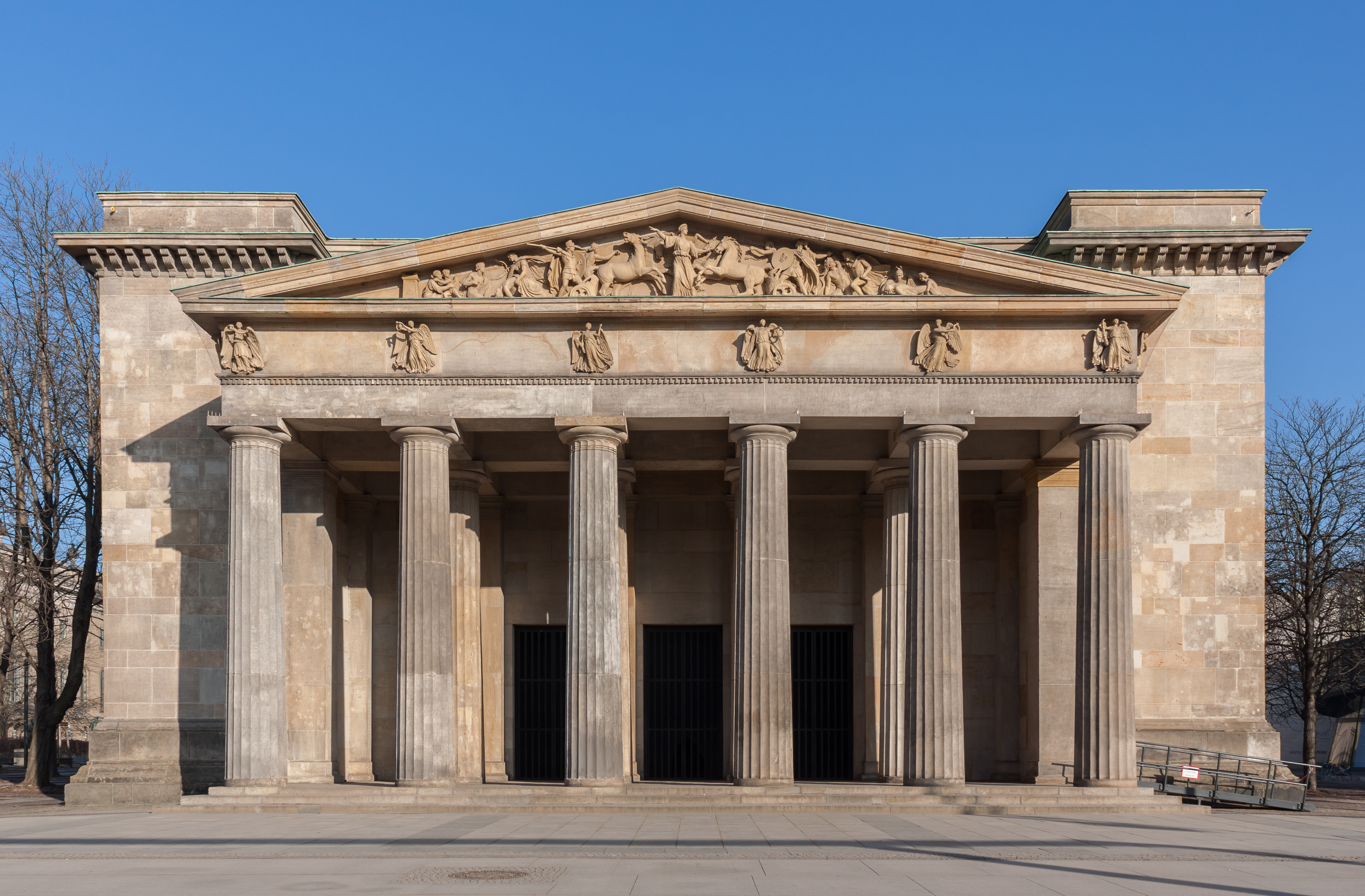
Neue Wache (1816-1818), de Karl Friedrich Schinkel
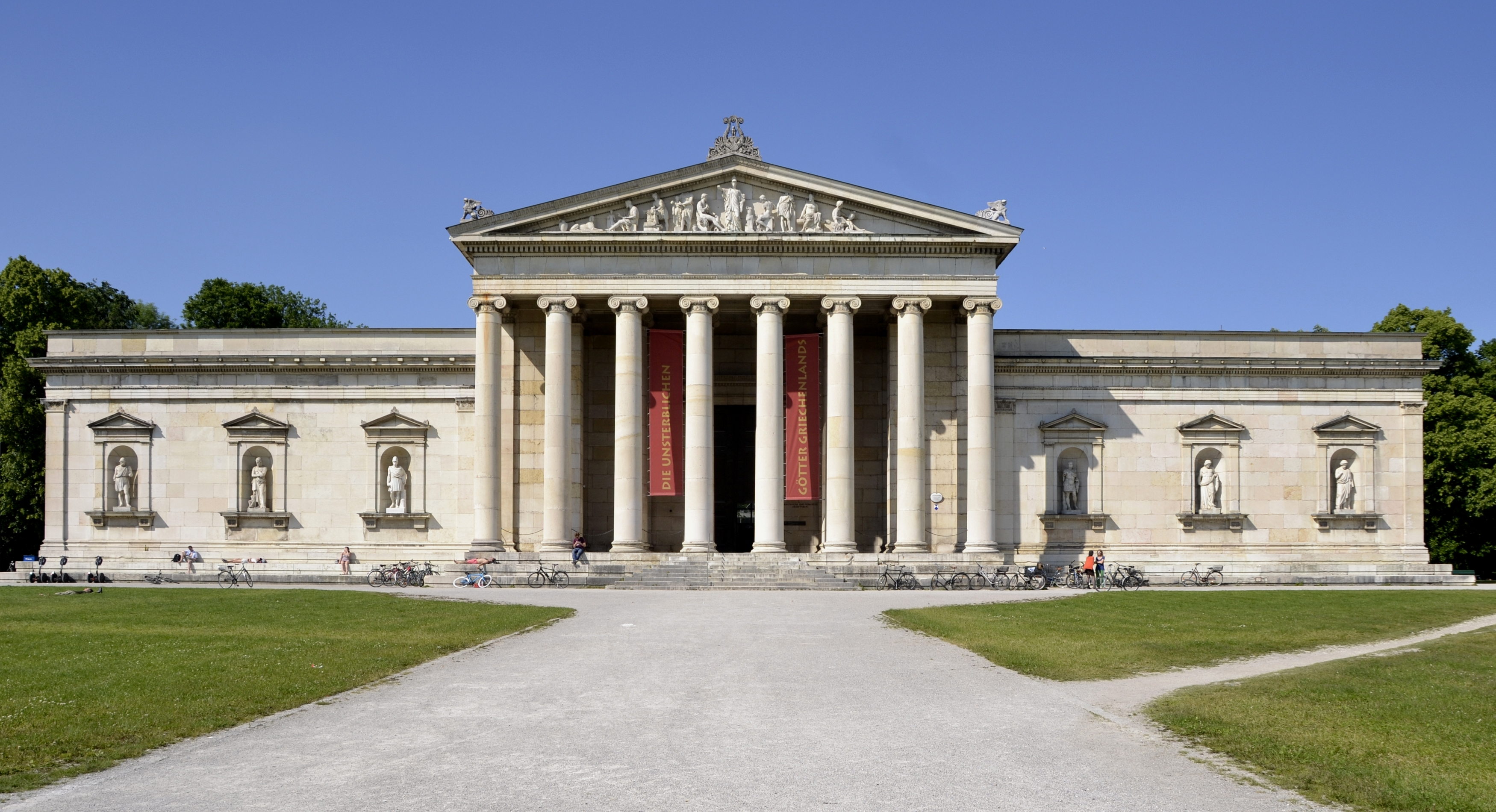
Gliptoteca de Múnich (1816-1830), de Leo von Klenze
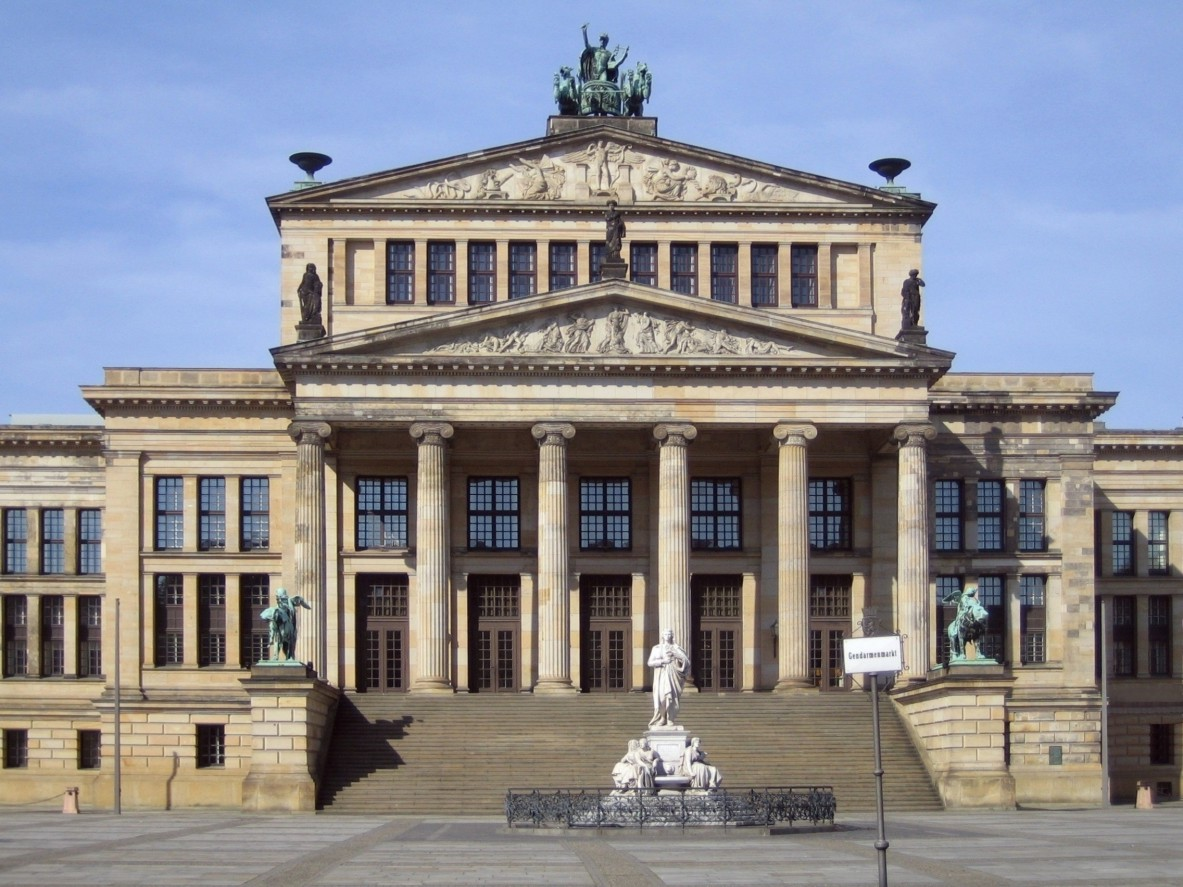
Konzerthaus Berlin (1818-1821), de K. F. Schinkel
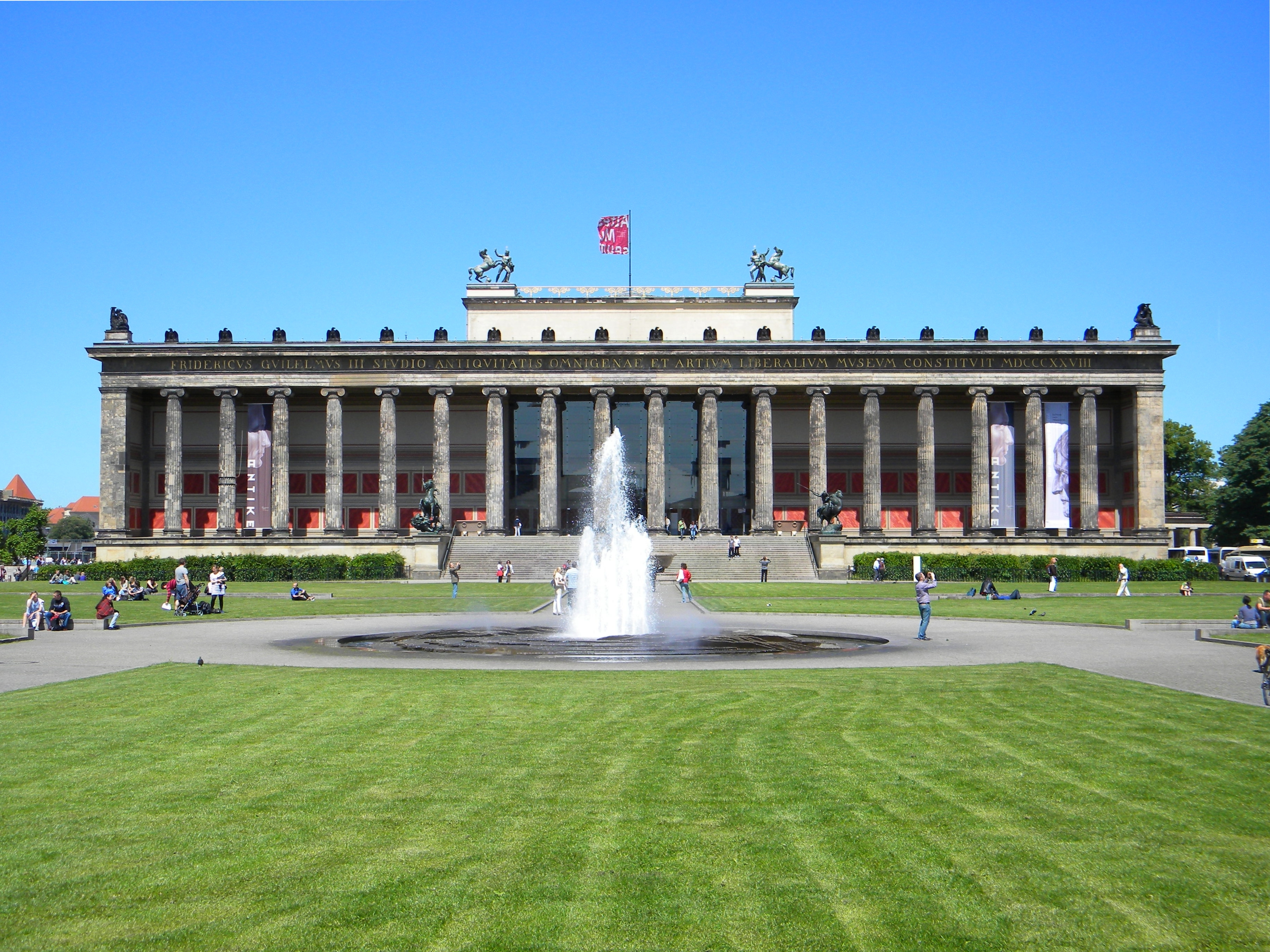
Altes Museum (1825-1830), obra de K. F. Schinkel

En comparación, la arquitectura neogriega en Francia nunca fue popular ni entre el estado ni entre el público. Lo poco que hay comenzó con la cripta de Charles de Wailly en la iglesia de St Leu-St Gilles (1773-1780) y la Barriere des Bonshommes de Claude Nicolas Ledoux (1785-1789). La evidencia de primera mano de la arquitectura griega fue de muy poca importancia para los franceses, debido a la influencia de las doctrinas de Marc-Antoine Laugier que buscaba discernir los principios de los griegos, en lugar de sus meras prácticas. Se necesitaría hasta el neogriego de Labrouste del Segundo Imperio para que la arquitectura neogriega floreciera brevemente en Francia.

## Rusia

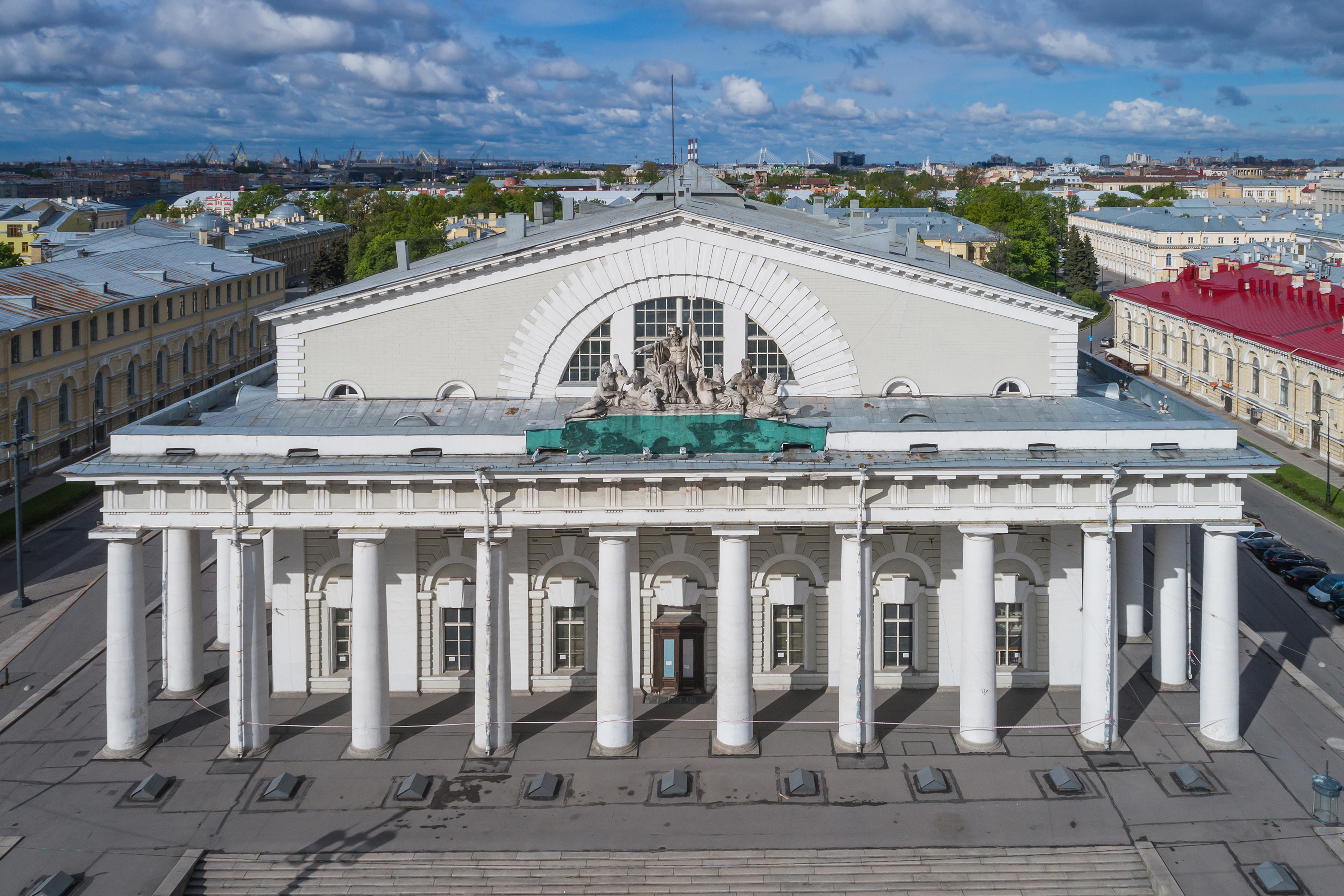
Antigua Bolsa de San Petersburgo

El estilo fue especialmente querido en Rusia, aunque solo fuera porque compartían la fe Ortodoxa oriental con los griegos. El centro histórico de San Petersburgo fue reconstruido por Alejandro I de Rusia, siendo muchos los edificios neogriegos que fueron novedad en ruso. La Bolsa de San Petersburgo en la isla Vasilievsky tiene un frente de templo con 44 columnas dóricas. El diseño de Quarenghi para el Manege «imita un templo ateniense del siglo V a. C. con un pórtico de ocho columnas dóricas con un frontón y bajorrelieves».
La ampliación de Leo von Klenze del palacio que ahora es el Museo del Hermitage es otro ejemplo de este estilo.

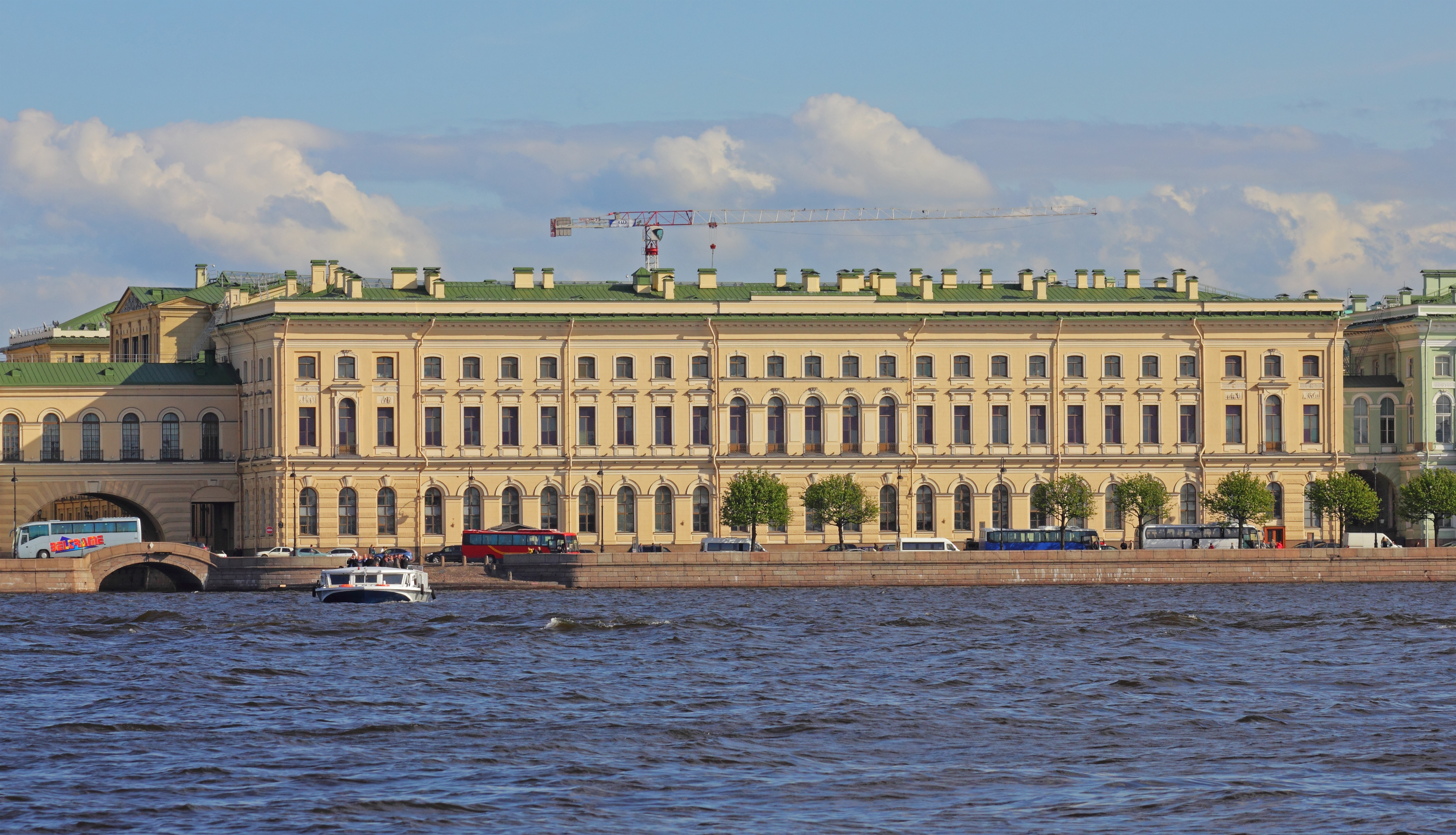
El Antiguo Ermitage (1771-1787), obra de Georg Friedrich Veldten
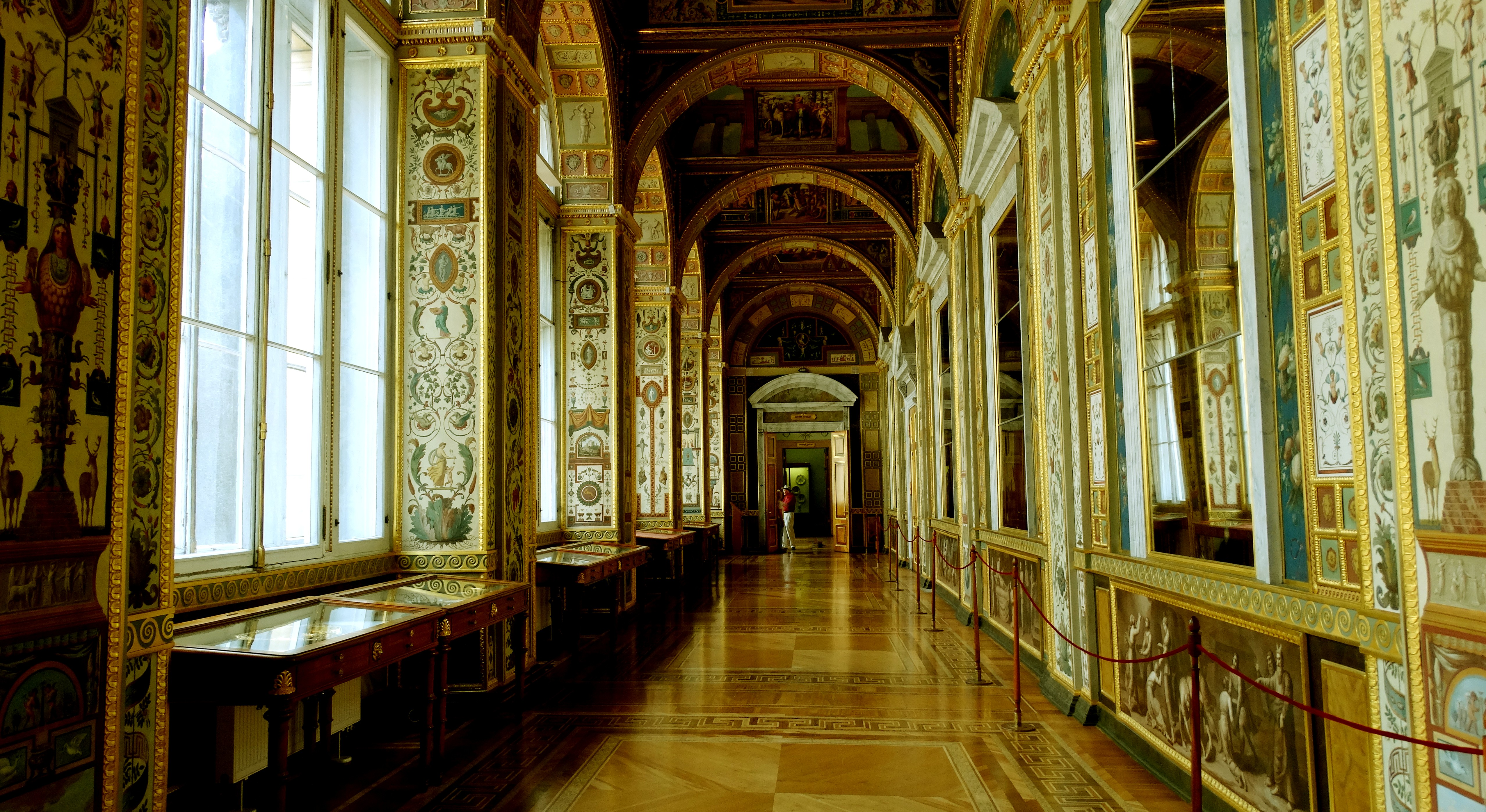
La loggia Raphael, añadida en 1792 por Quarenghi al Hermitage
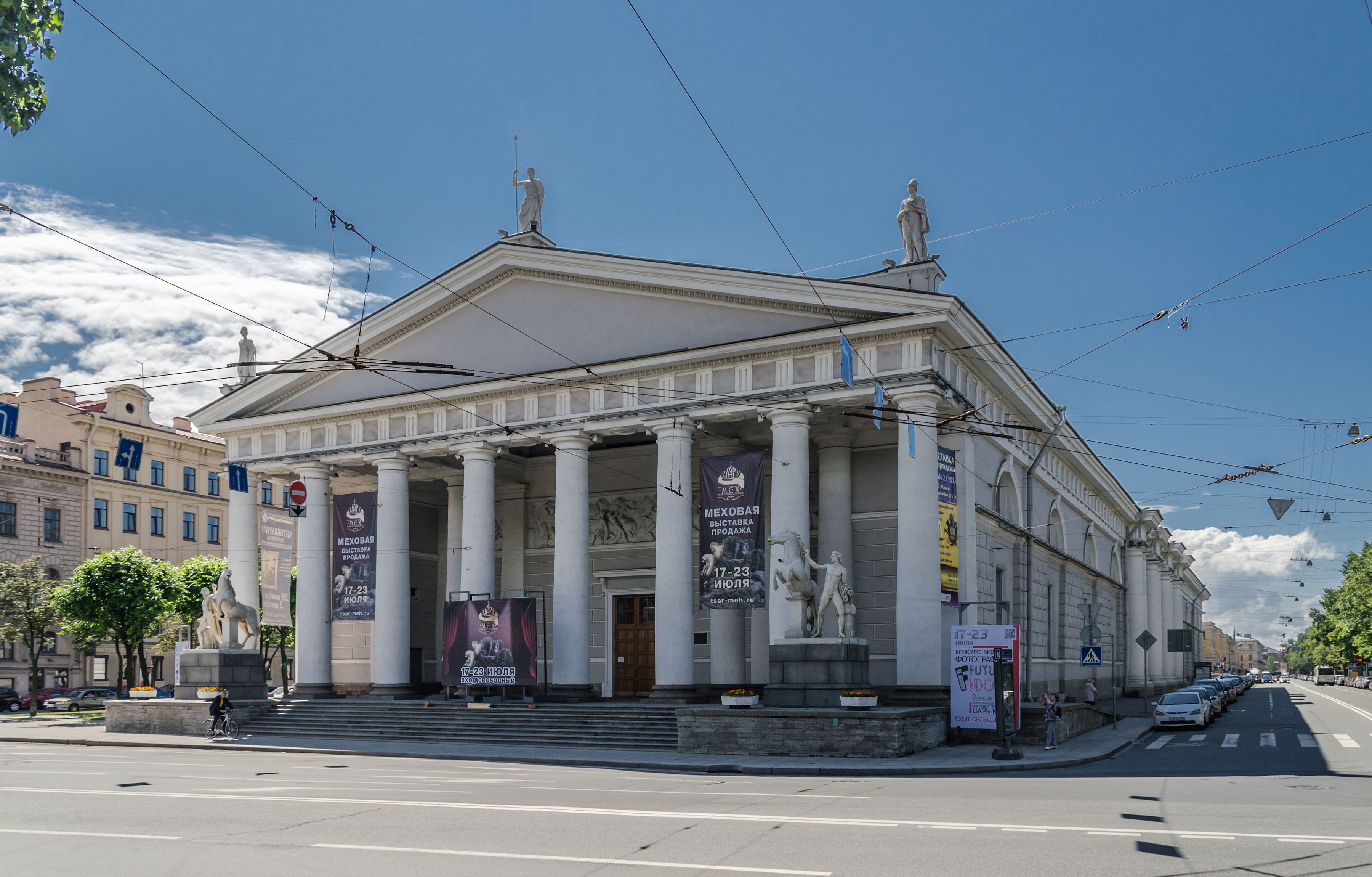
Manege (1804) de Quarenghi

## Grecia

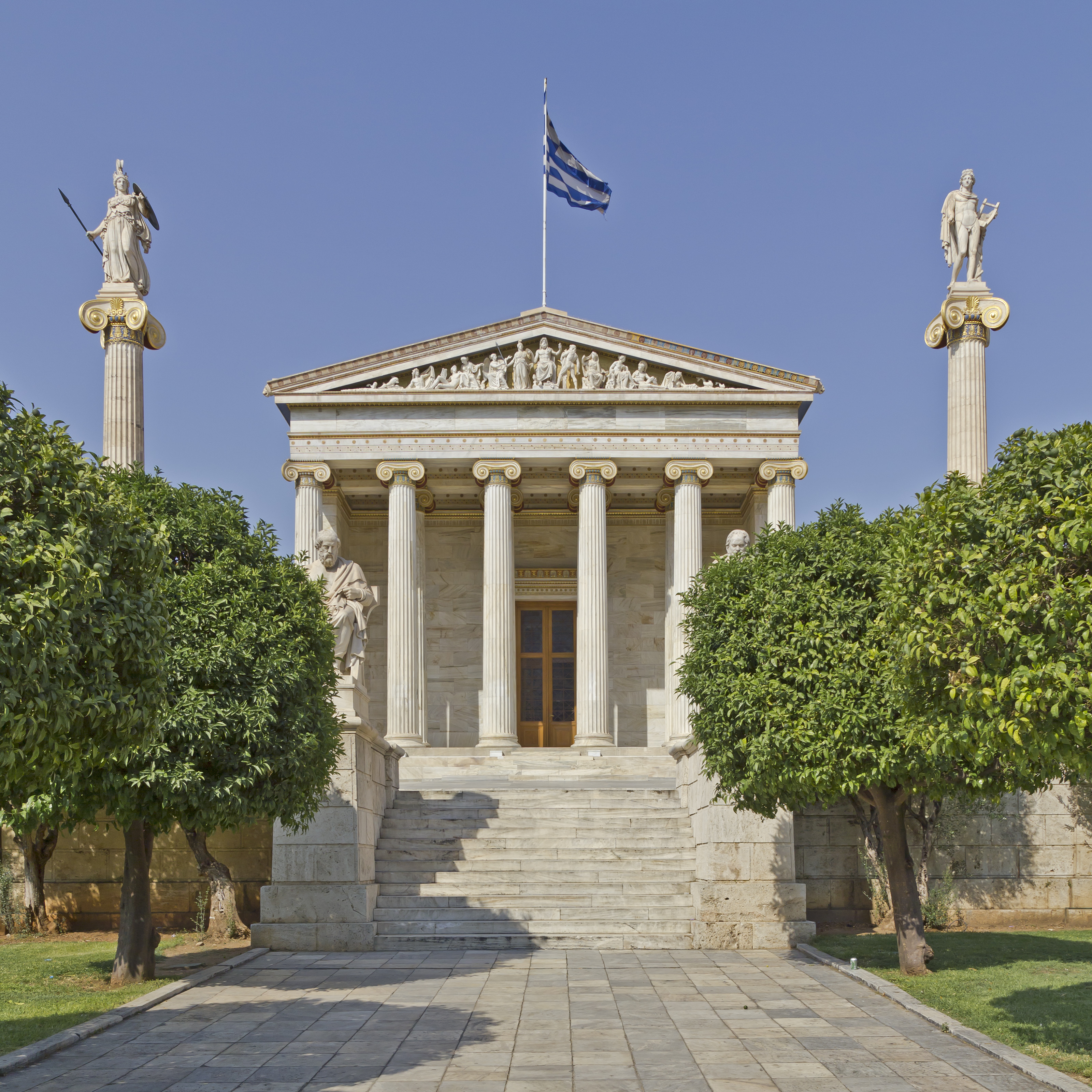
El edificio principal de la Academia de Atenas, una de las "Trilogías" de Theophil Hansen en el centro de Atenas

Después de la Guerra de Independencia griega, la ideología nacionalista romántica alentó el uso de estilos arquitectónicos de raíz enteramente griega en lugar de la otomana o paneuropea. Se utilizó la arquitectura clásica para edificios públicos civiles, aunque la arquitectura bizantina se continuó prefiriendo para las iglesias.
Ejemplos de arquitectura neogriega en Grecia son el Antiguo Palacio Real (ahora sede del Parlamento de Grecia), la  Academia y Universidad de Atenas, el Zappeion y la Biblioteca Nacional de Grecia. Los arquitectos más destacados en este estilo fueron europeos del norte como Christian y Theophil Hansen y Ernst Ziller y los griegos de formación alemana como Stamatios Kleanthis y Panagis Kalkos.

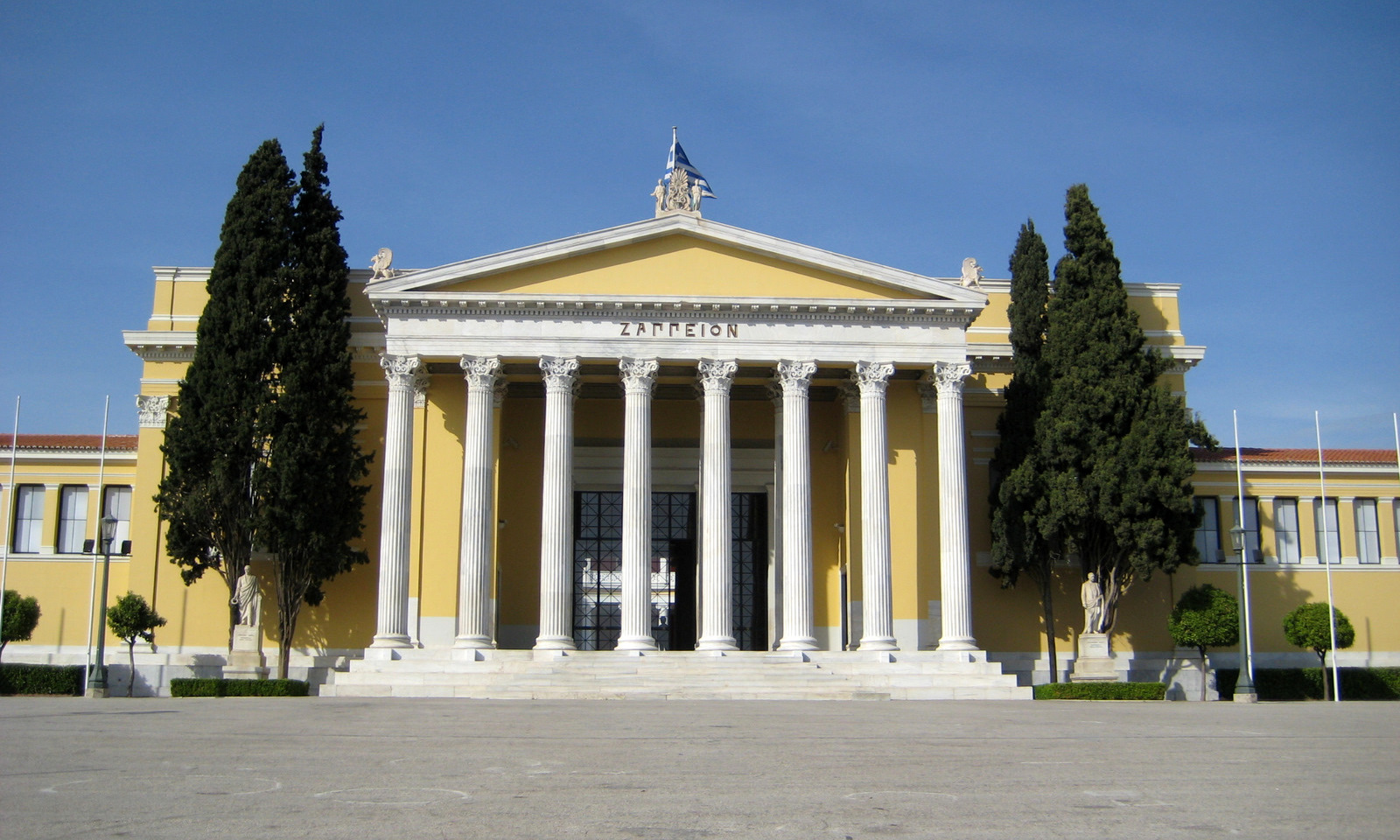
Záppeion de Atenas, de Theophil Hansen
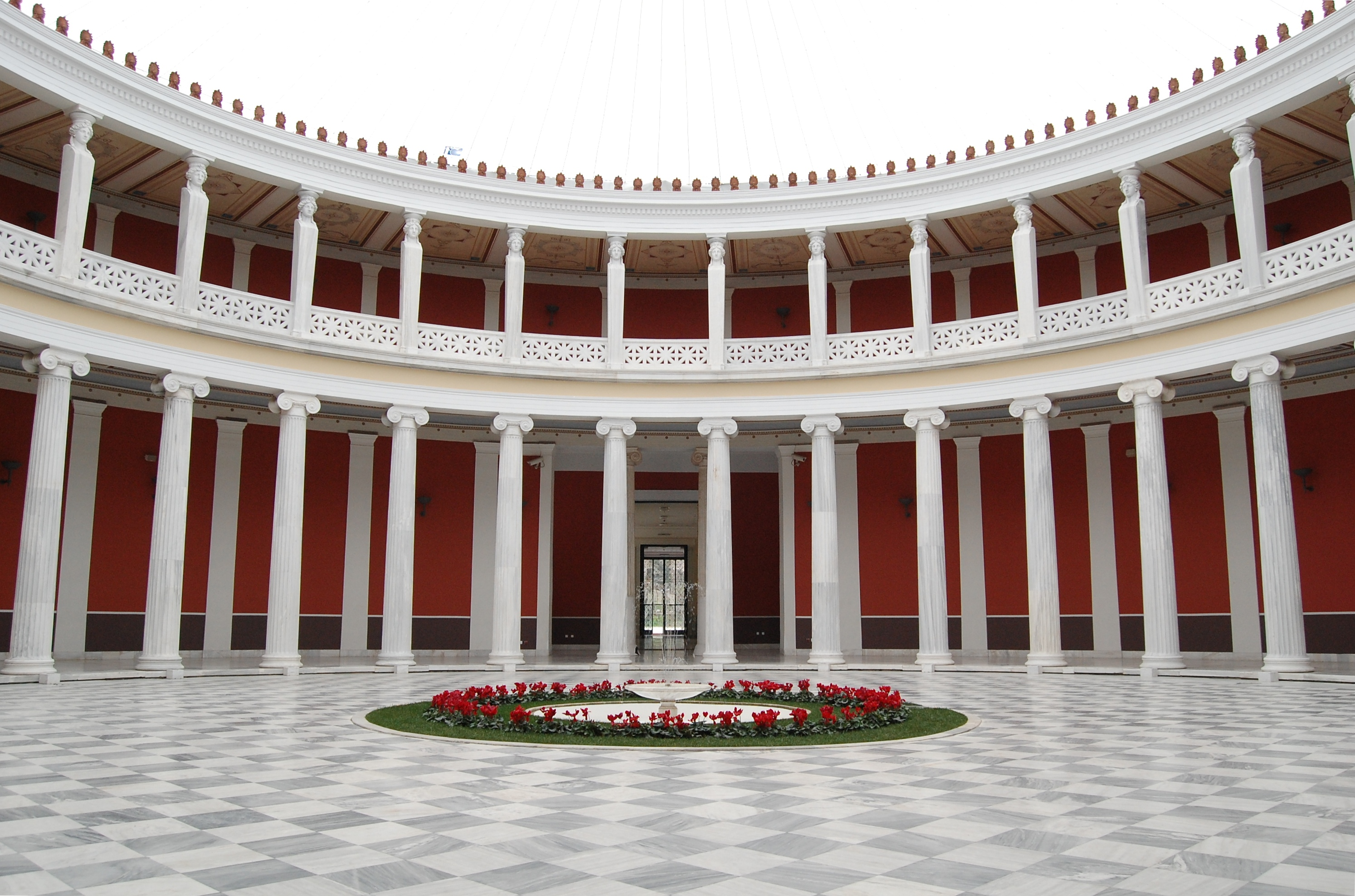
El Zappeion de Atenas, de Theophil Hansen
La Biblioteca Nacional de Atenas, de Theophil Hansen
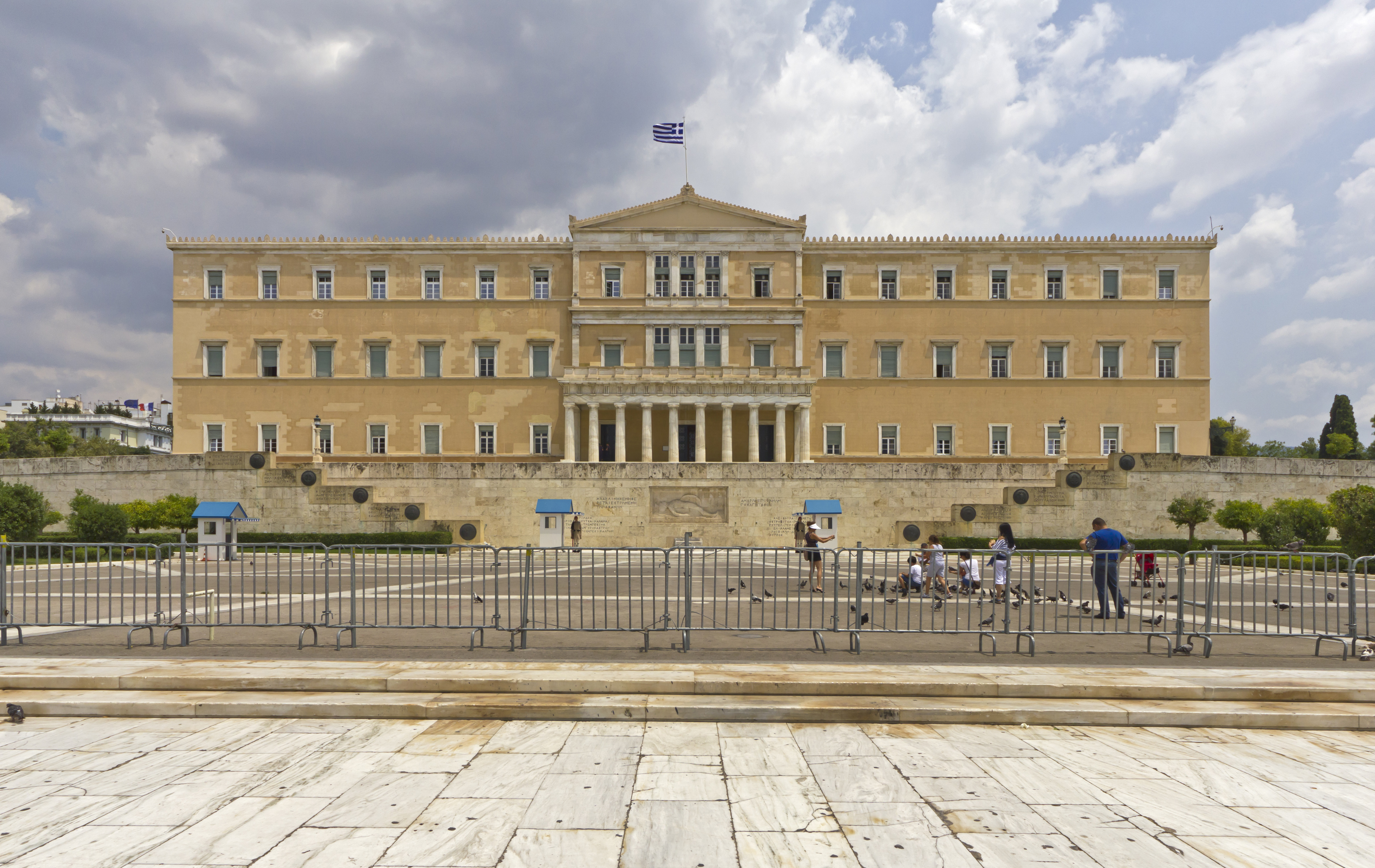
Antiguo Palacio Real (1836-1843) (ahora sede del Parlamento de Grecia, obra del arquitecto bávaro Friedrich von Gärtner

## Resto de Europa

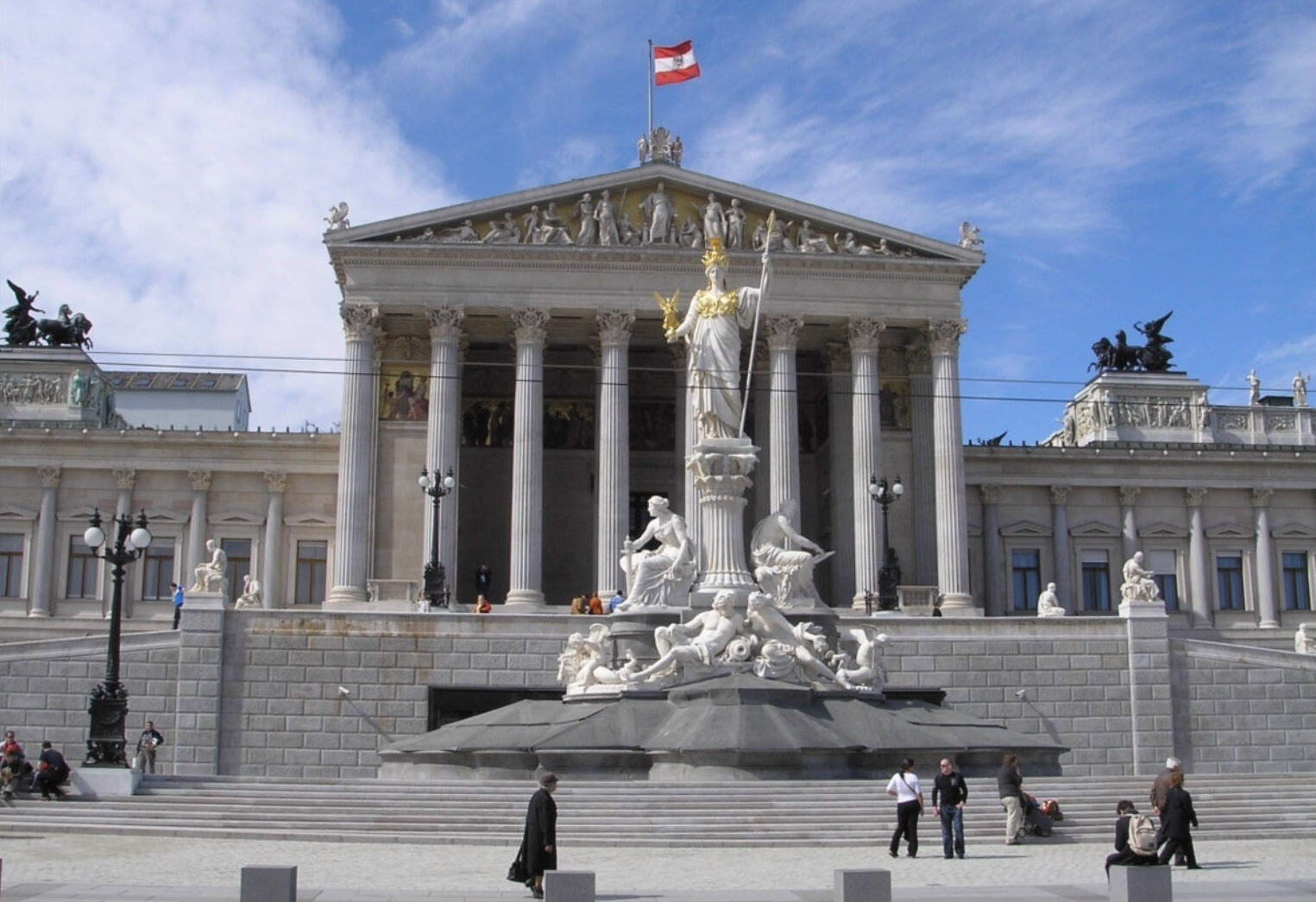
Exterior del edificio del Parlamento austríaco, diseñado por Theophil Hansen

El estilo fue generalmente popular en el norte de Europa, pero apenas en el sur (excepto en la propia Grecia), al menos durante el período principal. Se pueden encontrar ejemplos en Polonia, Lituania y Finlandia, donde el conjunto de edificios griegos en el centro de la ciudad de Helsinki es particularmente notable. En los límites culturales de Europa, en la región sueca de Finlandia occidental, los motivos neogriegos podían insertarse en un diseño puramente barroco, como en el diseño de la iglesia de Oravais de Jacob Rijf, 1792. Un orden dórico griego, interpretado en la forma anómala de pilastras, contrasta con un techo a cuatro aguas y una cúpula y linterna, audazmente escaladas, de inspiración barroca totalmente tradicional.
En Austria, uno de los mejores ejemplos de este estilo es el edificio del Parlamento austríaco diseñado por Theophil Hansen.

## Norteamérica

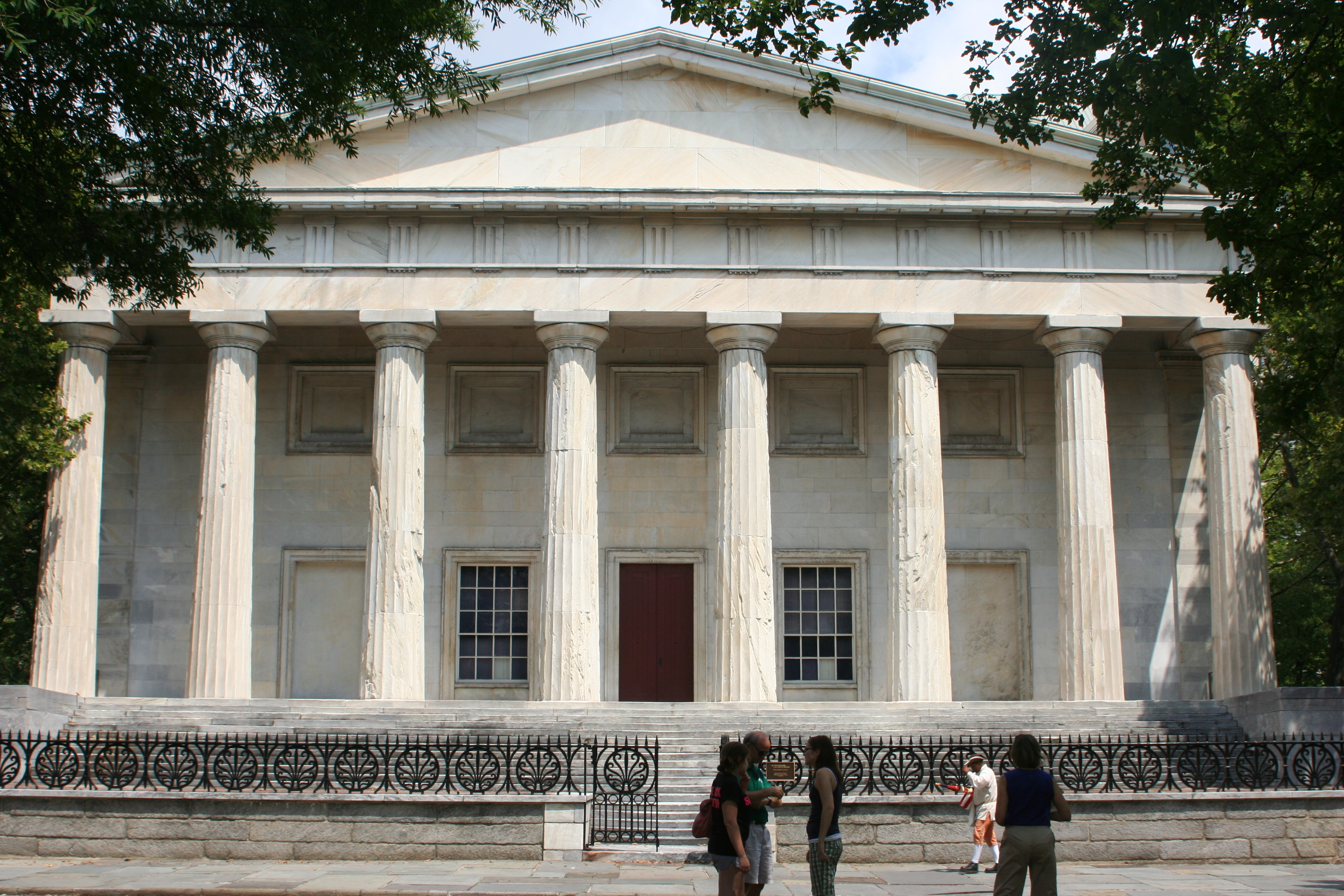
Segundo Banco de los Estados Unidos, Filadelfia, 1824.

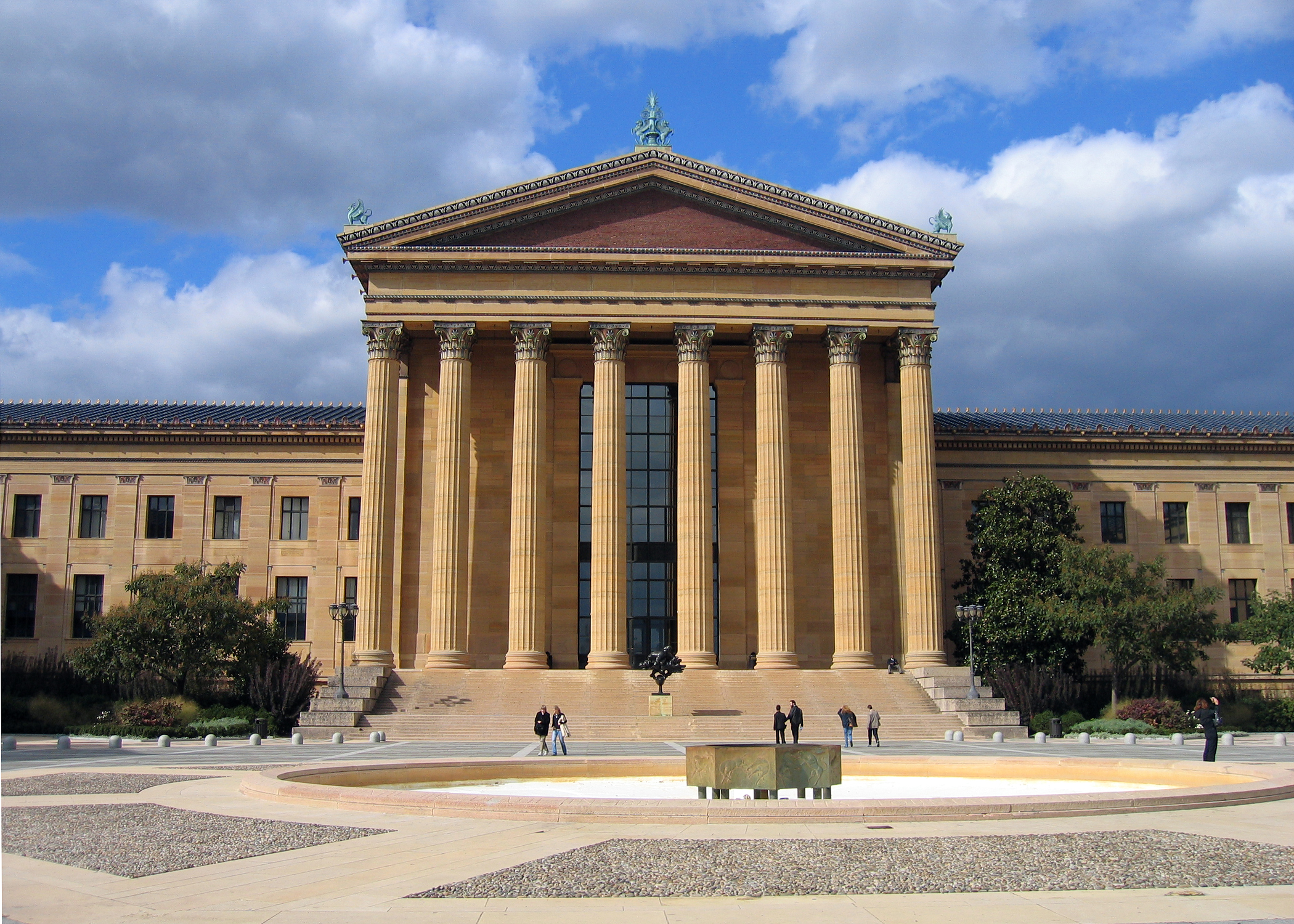
Museo de Arte de Filadelfia, 1928

Aunque algunos estadounidenses del siglo XVIII habían temido a la democracia griega (oclocracia), en el siglo XIX aumentó  el atractivo que ejercía la antigua Grecia junto con la creciente aceptación de la democracia. Eso hizo que la arquitectura griega fuera repentinamente más atractiva tanto en el Norte como en el Sur, por diferentes propósitos ideológicos: para el Norte, la arquitectura griega simbolizaba la libertad de los griegos; en el Sur, simbolizaba las glorias culturales conseguidas por una sociedad esclavista. Thomas Jefferson tenía una copia del primer volumen de The Antiquities of Athens. Nunca practicó el estilo, pero jugó un papel importante en la introducción de la arquitectura neogriega en los Estados Unidos.
En 1803, Jefferson nombró a Benjamin Henry Latrobe como topógrafo de edificios públicos, y Latrobe diseñó varios edificios públicos importantes en Washington D. C. y Filadelfia, incluido el trabajo en el Capitolio de los Estados Unidos y el Banco de Pensilvania.
El proyecto de Latrobe para el Capitolio fue una interpretación imaginativa de los órdenes clásicos no limitados por precedentes históricos, incorporando motivos estadounidenses como mazorcas de maíz y hojas de tabaco. Ese enfoque idiosincrásico se convirtió en el habitual de la actitud estadounidense hacia los detalles griegos. Su planta general para el Capitolio no sobrevive, aunque muchos de sus interiores sí. También hizo un trabajo notable en el interior de la Corte Suprema (1806-1807), y su obra maestra fue la Basílica del Santuario Nacional de la Asunción de la Bienaventurada Virgen María, Baltimore (1805-1821).
Latrobe, que afirmaba: «Soy un griego intolerante en la condena de la arquitectura romana», no impuso rígidamente las formas griegas. «Nuestra religión —dijo— requiere una iglesia completamente diferente del templo, nuestras asambleas legislativas y nuestros tribunales de justicia, edificios de principios completamente diferentes de sus basílicas; y nuestras diversiones no podrían realizarse en sus teatros o anfiteatros». Su círculo de jóvenes colegas se convirtió en una escuela informal de revivalistas griegos, y su influencia dio forma a la siguiente generación de arquitectos estadounidenses.
En efecto, el estilo neogriego fue usado en muchos de los capitolios estatales construidos en el siglo XIX, entre ellos los de Nuevo Hampshire (1818), Maine (1832), Vermont (1834), Carolina del Norte (1840), Alabama (1851), Tennessee (1854), Ohio (1837), Carolina del Sur (1854) y Connecticut (1879).

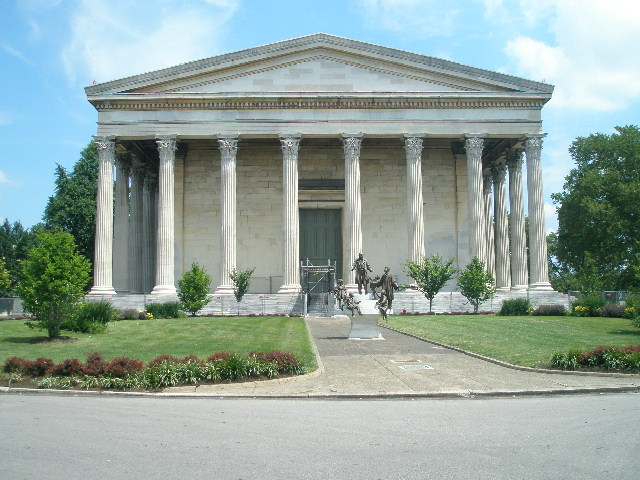
Girard College, Filadelfia (1833-1848)
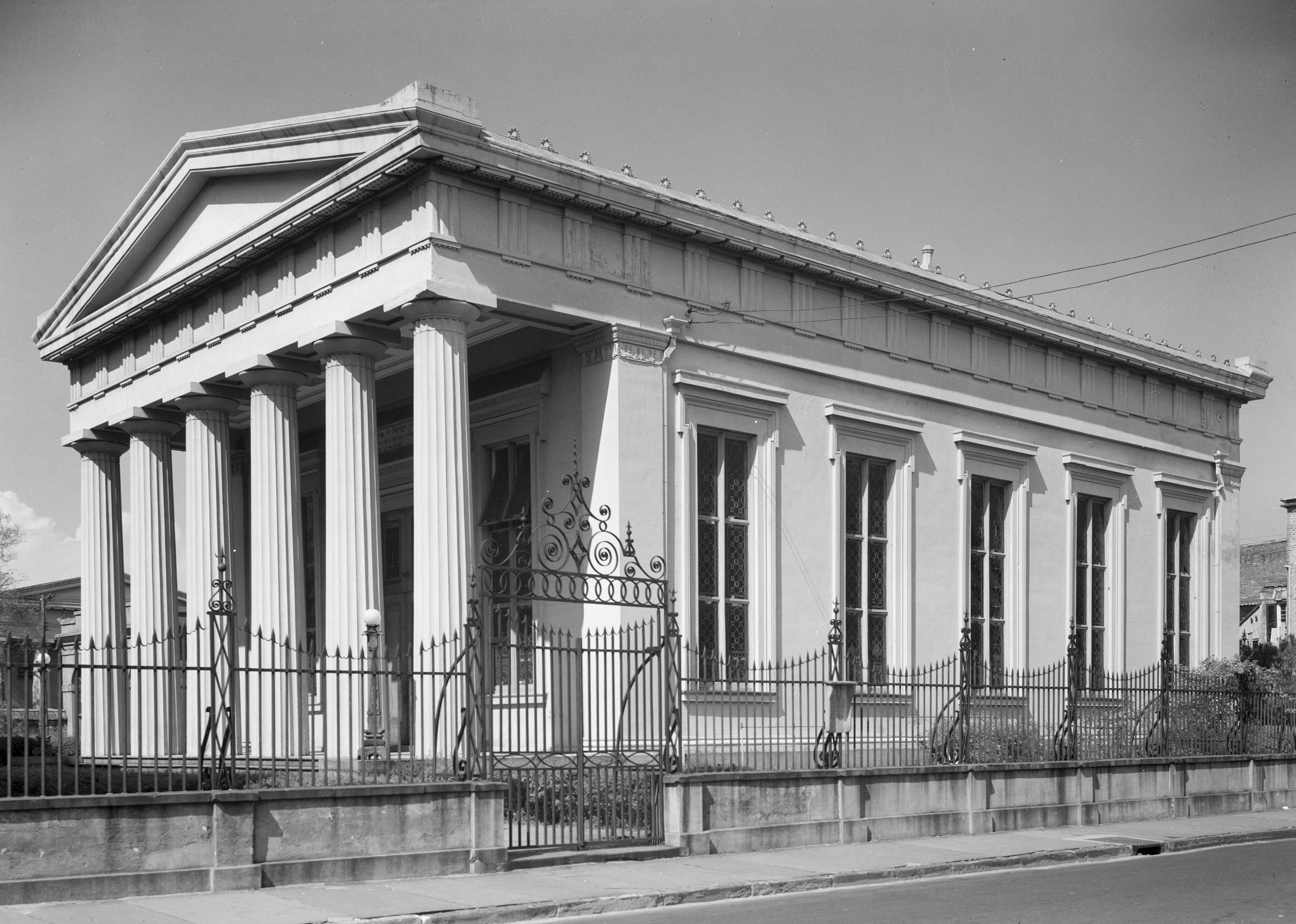
Sinagoga de Charleston
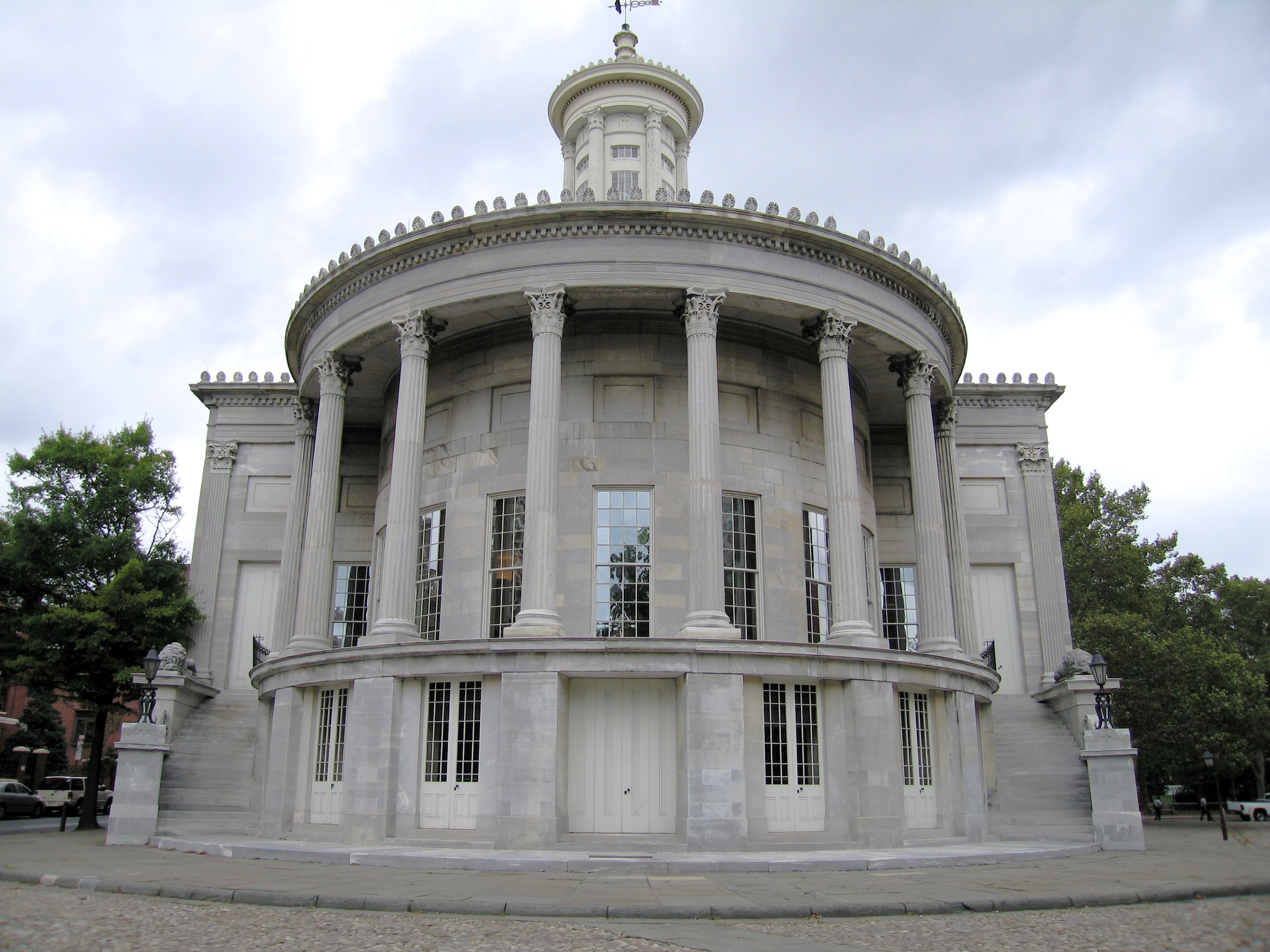
Bolsa de Filadelfia
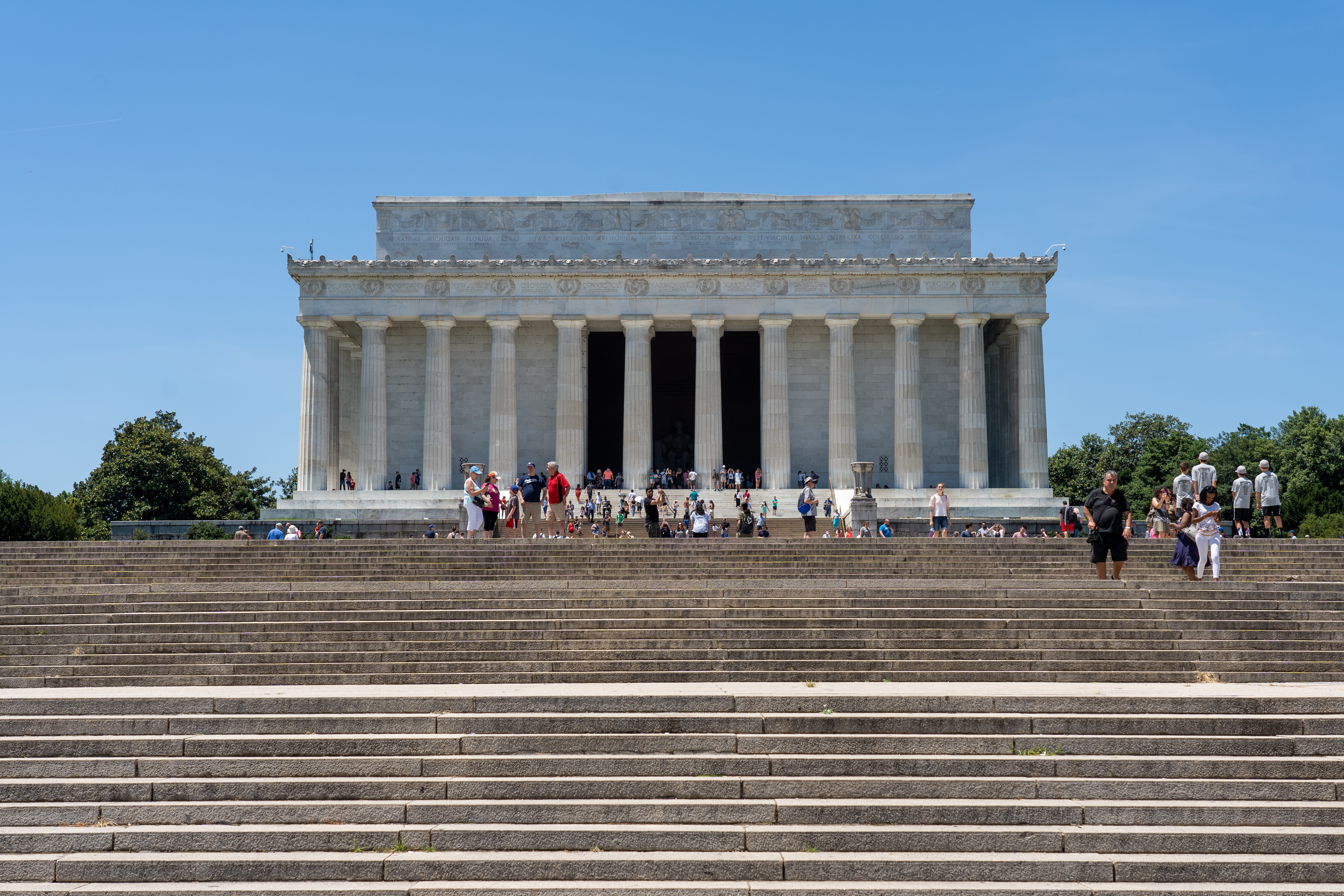
Lincoln Memorial

La arquitectura neogriega en Norteamérica también prestó atención a la decoración de interiores. El papel de las mujeres estadounidenses fue fundamental para introducir un estilo holístico de diseño de inspiración griega en los interiores estadounidenses. Innovaciones como el «sofá» de inspiración griega y la «silla klismos» permitieron a hombres y mujeres estadounidenses hacerse pasar por griegos en sus hogares, y también en los numerosos retratos de la época que los muestran descansando en muebles de inspiración griega.
La segunda fase del neogriego estadounidense vio a los alumnos de Latrobe crear un estilo nacional monumental bajo el patrocinio del banquero y helenófilo Nicholas Biddle, que incluía obras como el Segundo Banco de los Estados Unidos de William Strickland (1824), la casa del mismo Biddle,  "Andalusia", obra de Thomas U. Walter (1835-1836), y el Girard College, también de Walter (1833-1847). Nueva York vio la construcción (1833) de la hilera de templos griegos en Sailors' Snug Harbor en Staten Island. Estos tenían funciones varias dentro de un hogar para marineros jubilados.
De 1820 a 1850, el estilo neogriego dominó los Estados Unidos, como la casa de Benjamin F. Clough en Waltham, Massachusetts. También se puede encontrar tan al oeste como Springfield, Illinois. Se siguieron construyendo ejemplos de neogriego vernáculo incluso más al oeste, como en Charles City, Iowa.

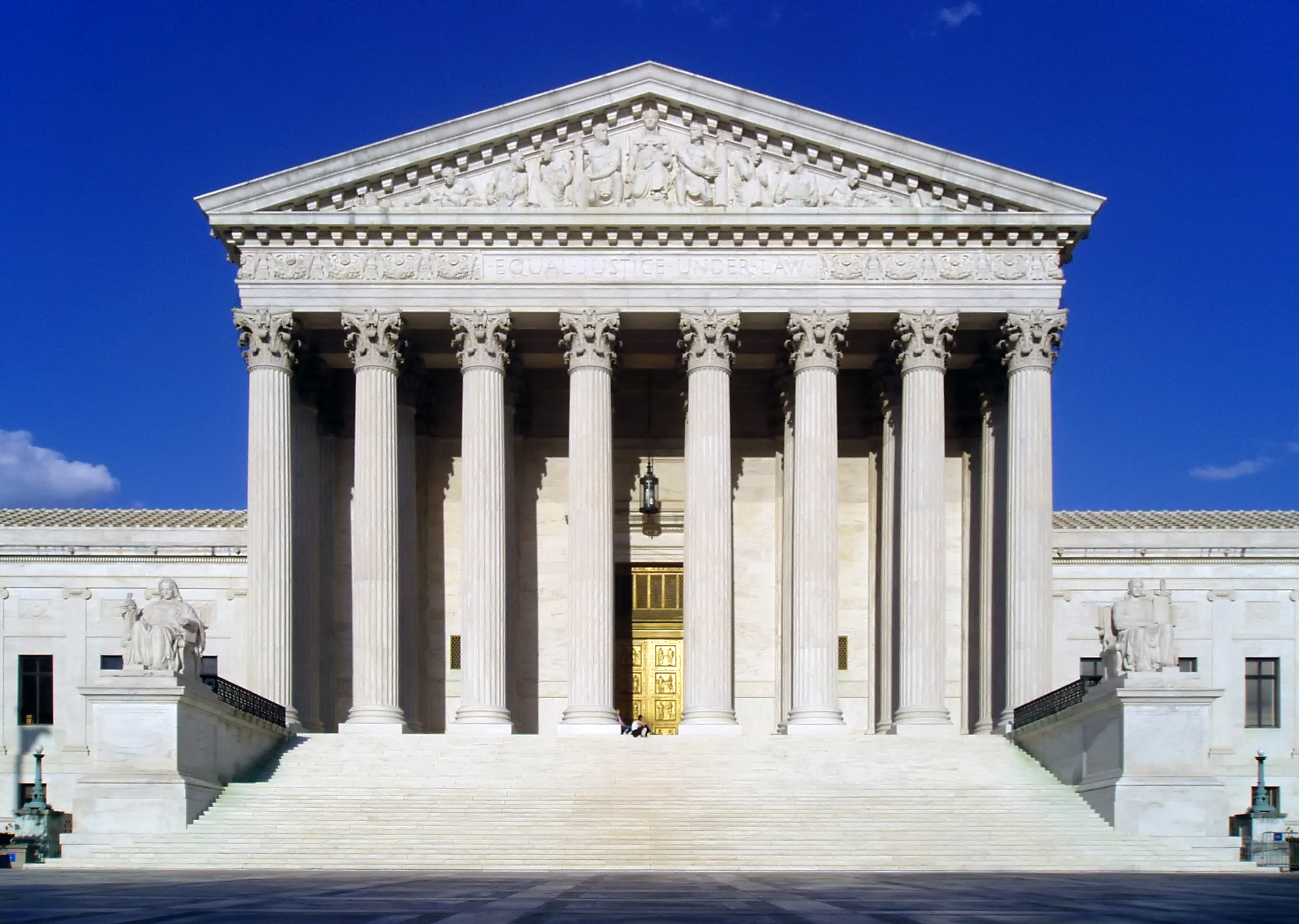
Edificio de la Corte Suprema de Estados Unidos, Washington D. C., 1935

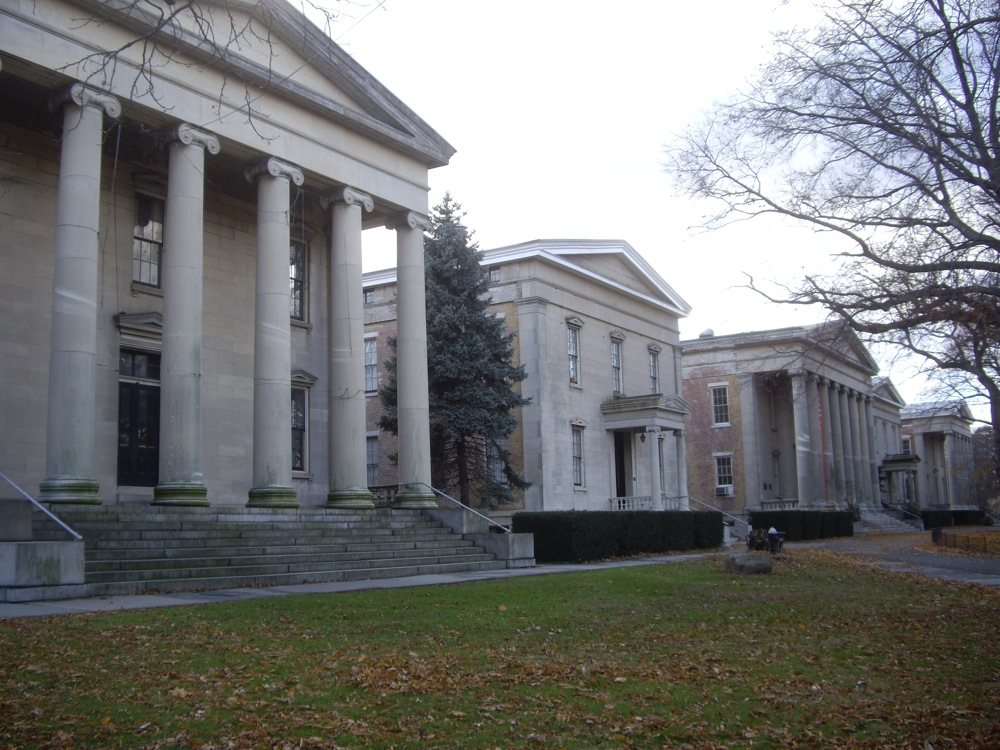
Temple Row en Sailors' Snug Harbor en New York City, 1833

Este estilo fue muy popular en el Sur de los Estados Unidos, donde la columnata palladiana ya era popular en las fachadas, y se construyeron muchas mansiones y casas para los comerciantes y ricos propietarios de plantaciones; Millford Plantation está considerada como uno de los mejores ejemplos residenciales del neogriego en el país.
Otros arquitectos estadounidenses notables que utilizaron diseños neogriegos fueron el estudiante de Latrobe, Robert Mills, quien diseñó la Iglesia Monumental y el Monumento a Washington, así como George Hadfield y Gabriel Manigault.
Al mismo tiempo, el apetito popular por el griego fue sostenido por libros de patrones arquitectónicos, el más importante de los cuales fue The Practical House Carpenter (1830) de Asher Benjamin (1830). Esta guía ayudó a crear la proliferación de hogares griegos que se ven especialmente en el norte del estado de Nueva York y en la antigua Reserva Occidental de Connecticut en el noreste de Ohio.

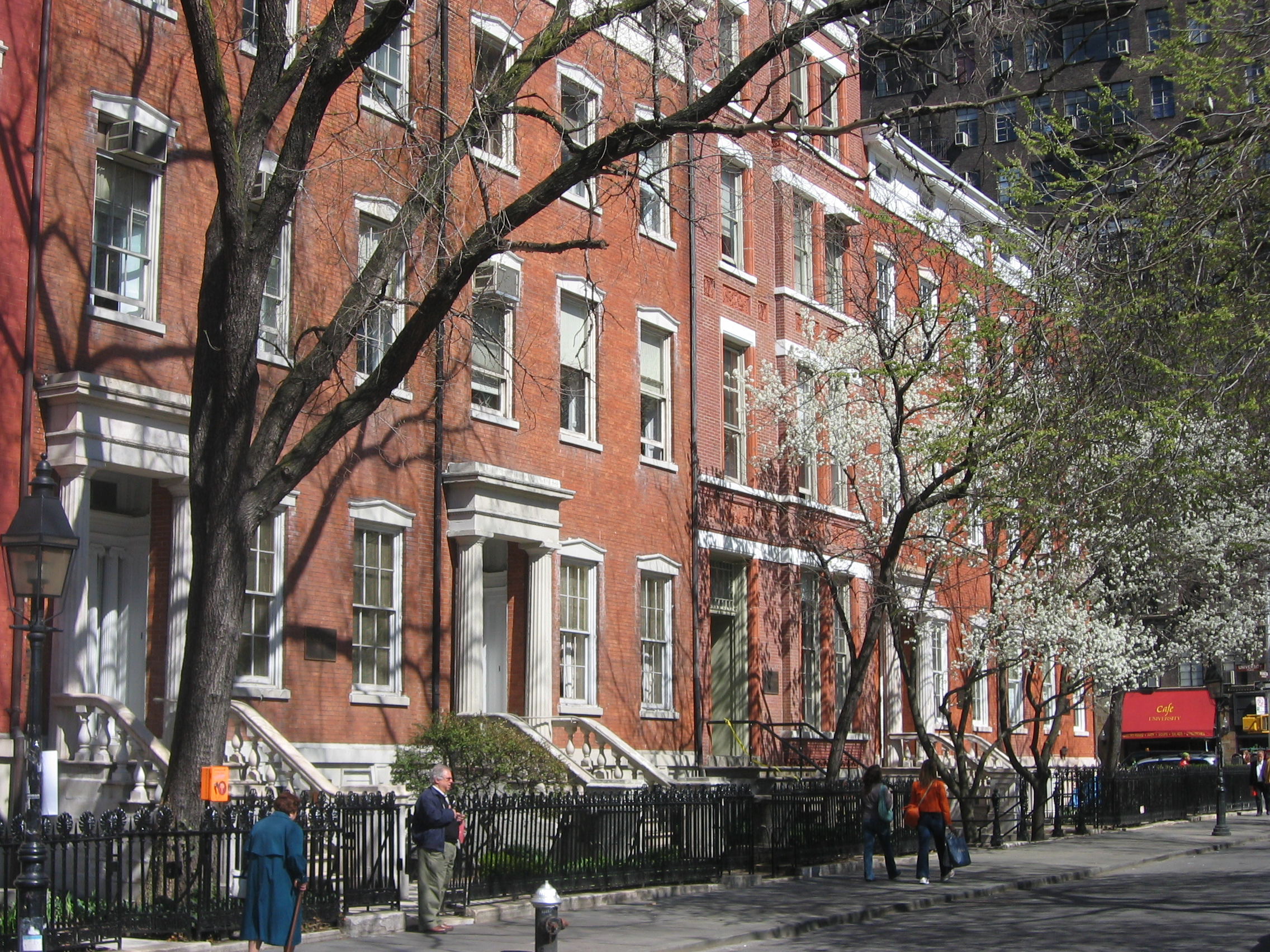
Washington Square Park, norte, Nueva York
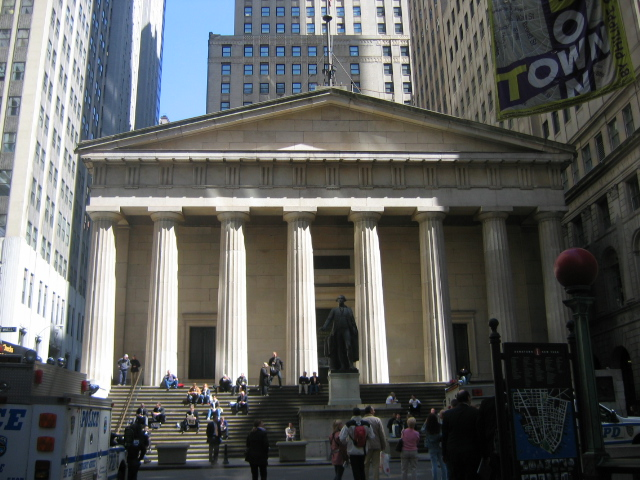
Federal Hall National Monument, Nueva York
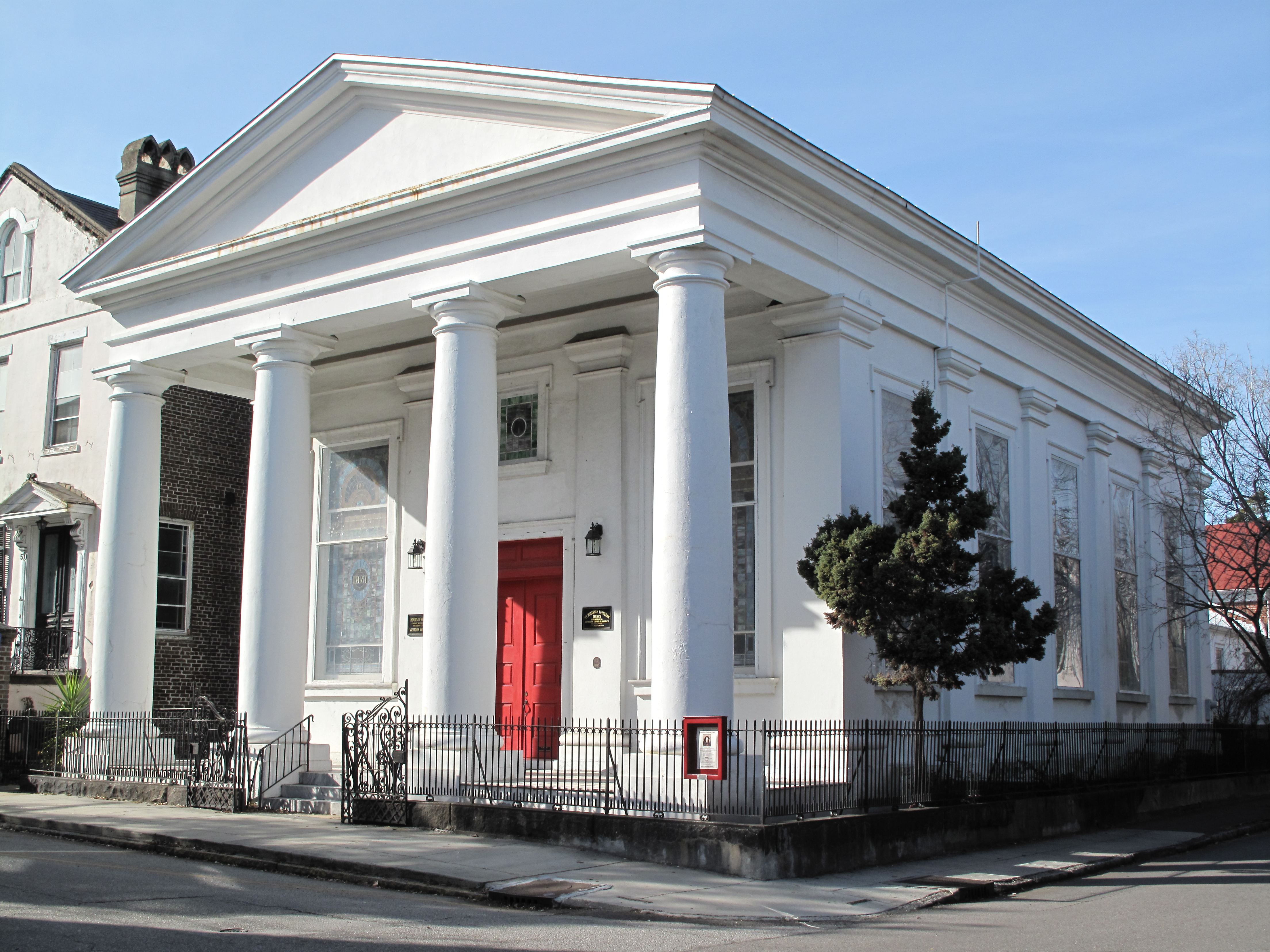
Iglesia Luterana St Matthew

## Colonias británicas
En Canadá, el arquitecto de Montreal John Ostell diseñó varios edificios destacados de neogriego, incluido el primer edificio en el campus de la Universidad McGill y la Custom House original de Montreal, ahora parte del Museo Pointe-à-Callière. La oficina de correos de Toronto Street, terminada en 1853, es otro ejemplo canadiense.

## Policromía
El descubrimiento de que los griegos habían pintado sus templos influyó en el desarrollo posterior del estilo. La excavación arqueológica en Aegina y Bassae en 1811-1812 por Cockerell, Otto Magnus von Stackelberg y Karl Haller von Hallerstein había desenterrado fragmentos pintados de mampostería embadurnada con colores no permanentes. Esa revelación fue una contradicción directa de la noción de Winckelmann del templo griego como atemporal, fijo y puro en su blancura.
En 1823, Samuel Angell descubrió las metopas coloreadas del Templo C en Selinunte, Sicilia y publicó el hallazgo en 1826. El arquitecto francés Jacques Ignace Hittorff  fue testigo de la exposición del hallazgo de Angell y se esforzó por excavar el Templo B en Selinus. Sus imaginativas reconstrucciones de ese templo se expusieron en Roma y París en 1824 y las publicó como Architecture polychrome chez les Grecs [Arquitectura policromada en los griegos] (1830) y más tarde, en Restitution du Temple d'Empedocle a Selinote [Restitución del Templo de Empedocles en Selinote] (1851). La controversia fue inspirar la sala "Egina" de von Klenze en la Glyptothek de Múnich de 1830, la primera de sus muchas reconstrucciones especulativas del color griego.
Hittorff dio una conferencia en París en 1829-1830 argumentando que los templos griegos habían estado originalmente pintados de amarillo ocre, con molduras y detalles escultóricos en rojo, azul, verde y dorado. Si bien eso puede haber sido o no el caso de los templos más antiguos de madera o piedra lisa, definitivamente no fue el caso de los templos de mármol, más lujosos, en los que el color se usaría con moderación para acentuar los aspectos arquitectónicos.
Del mismo modo, Henri Labrouste propuso una reconstrucción de los templos de Paestum a la Académie des Beaux-Arts en 1829, engalanada con colores sorprendentes, invirtiendo la cronología aceptada de los tres templos dóricos, lo que implicaba que el desarrollo de los órdenes griegos no aumentó en complejidad formal a lo largo del tiempo, es decir, la evolución del dórico al corintio no fue inexorable. Ambos hechos provocaron un escándalo menor. La comprensión emergente de que el arte griego estaba sujeto a fuerzas cambiantes del medio ambiente y de la cultura fue un asalto directo al racionalismo arquitectónico de la época.